# オランダ黄金時代の絵画

『真珠の耳飾りの少女』ヨハネス・フェルメール (1665-1666年頃) マウリッツハイス美術館

本項目では、オランダが世界的な影響力を持っていた時期、すなわちネーデルラント諸州の独立戦争である八十年戦争（1568年から1648年）の終わりから17世紀（オランダ黄金時代）を中心として、オランダ人あるいはオランダで活躍した外国人の画家たちによって描かれたオランダ黄金時代の絵画（オランダおうごんじだいのかいが）について解説する。八十年戦争でスペインからの独立を宣言したネーデルラント連邦共和国は当時のヨーロッパで最も富裕な国で、貿易、学問、芸術の最先端国家だった。連邦共和国を構成した北部の州は、南部の州に比べると芸術分野で優っているとはいえなかった。しかし戦争による混乱と住民の大規模な移動はそれまでの君主制やカトリック的伝統の破壊につながり、オランダ芸術はこれらの大きな変革の結果、素晴らしい成果となって結実した。
オランダ黄金時代の絵画はヨーロッパ全体でみるとバロック絵画の時代と合致し、なかにはバロック絵画の特徴がみられるものもある。しかし、バロック絵画の典型的な特徴である対象の理想化や壮麗な画面構成はほとんどなく、隣国であるフランドルのバロック絵画の影響も見られない。この時代に制作された有名なオランダ絵画の多くは、伝統的な初期フランドル派から引き継いだ細部にわたる写実主義の影響を強く受けている。
この時代の絵画を最もよく特徴づけるのは、それまでになかったジャンルの絵画が制作されたことであり、画家の多くがさまざまなジャンルに特化して絵画を描いた。このようなジャンルの専門化は1620年代後半に始まっており、1672年の仏蘭戦争までが、オランダ黄金時代絵画の最盛期となった。

## 絵画のジャンル

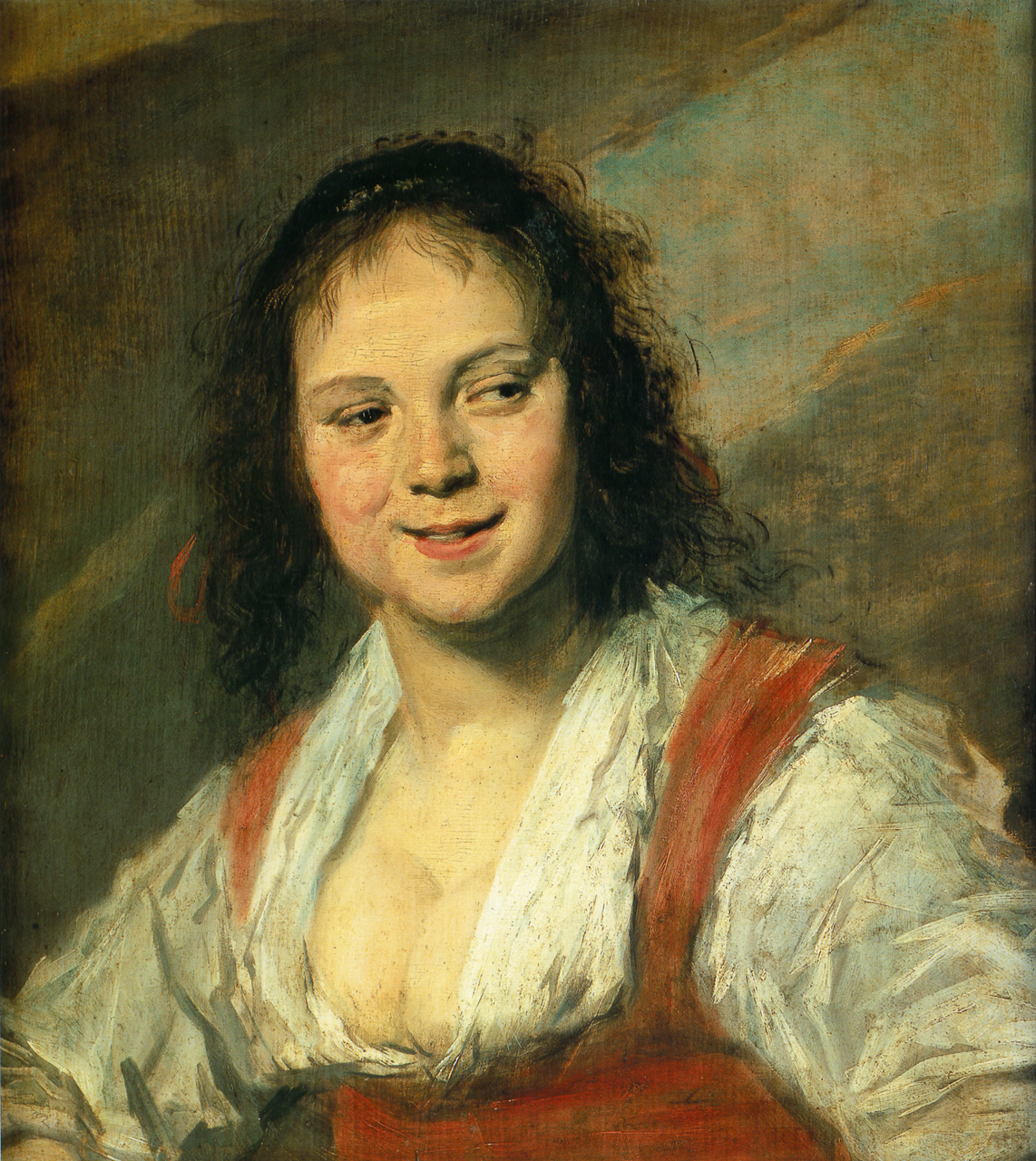
『ジプシー女』フランス・ハルス (1625-1630年頃) ルーブル美術館 板絵(油彩)

当時のヨーロッパ絵画の特徴といえるのが、初期のヨーロッパ絵画と比べて宗教を扱った絵画が少ないことである。オランダのカルヴァン主義教理は教会に宗教画を飾ることを禁じており、聖書を題材に描かれた絵画は個人宅では受け入れられていたとはいえ、制作されることはほとんどなかった。宗教画と同じく伝統的なジャンルである歴史画、肖像画は制作されていたが、その他のジャンルの絵画が多く描かれている。農民の暮らしを描いた風俗画、風景画、都市景観画、動物が描かれた風景画、海景画、植物画、静物画などさまざまな専門分野に特化した絵画が制作された。これらのさまざまな絵画ジャンルの発展には、17世紀のオランダ人画家たちが決定的な影響をおよぼしている。
絵画においても、歴史画を最上位に、静物画を最下位に位置づける「ジャンルのヒエラルキー(Hierarchy of genres)」は広く受け入れられており、多くの画家が歴史画を制作している。しかしながら歴史画は、たとえレンブラントの作品であったとしても売却が困難で、ほとんどの画家は「ヒエラルキー」としては下位ではあるものの、売却が容易な肖像画や風俗画を描くことを強いられた。「ジャンルのヒエラルキー」による絵画分野の順位付けは以下のようなものである。
- 歴史画（宗教的主題も含む）
- 肖像画
- 風俗画、日常生活を描いた絵画
- 風景画、都市景観画（オランダ黄金時代の画家サミュエル・ファン・ホーホストラーテンは、風景画家のことを「芸術家を軍隊とするならば、単なる一兵卒に過ぎない」としている[2]）
- 静物画

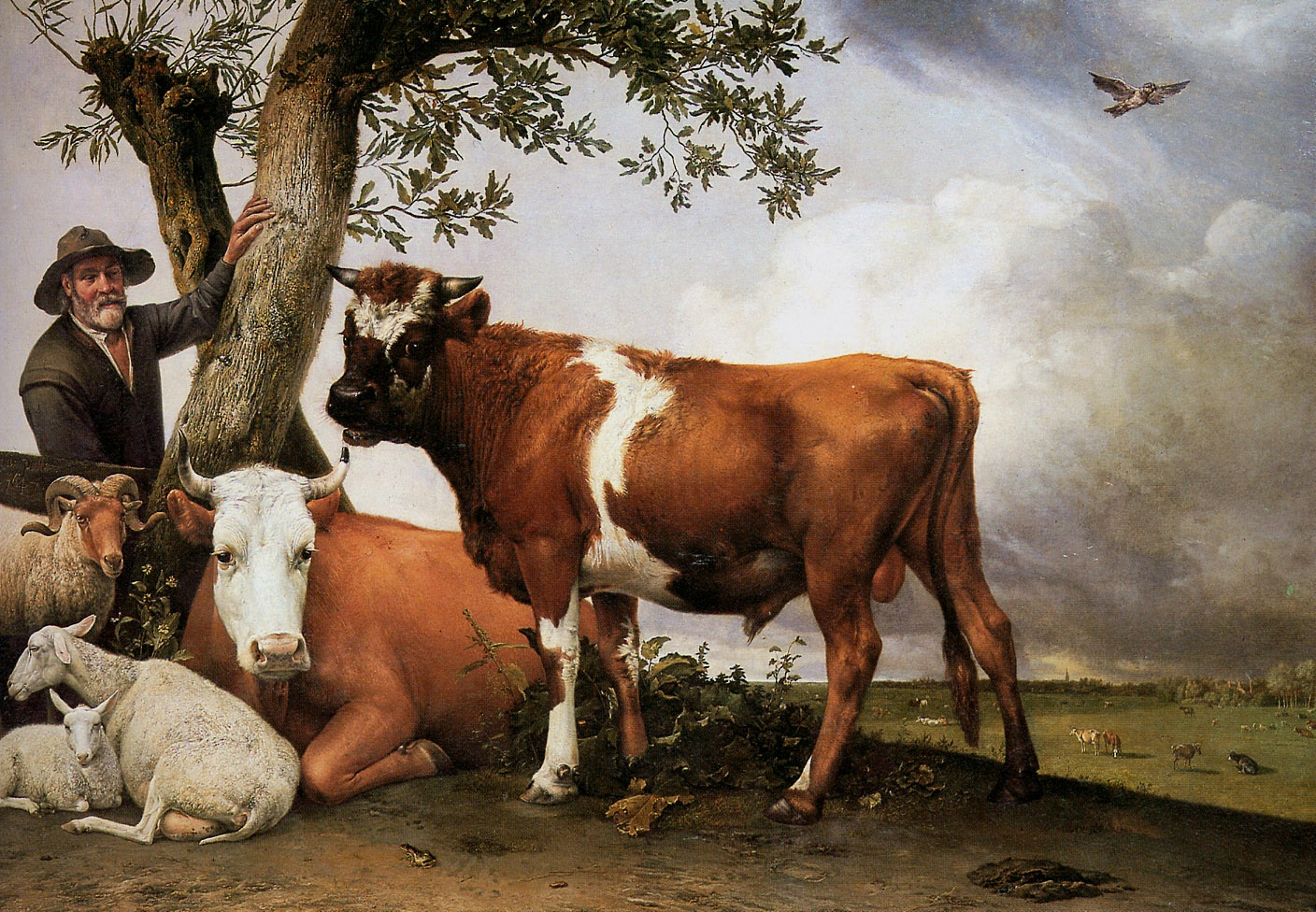
『若い牡牛』パウルス・ポッテル (1647年) マウリッツハイス美術館「ジャンルのヒエラルキー」を無視した珍しい動物画

オランダ人画家たちは「下位」に位置づけられるジャンルの作品を多く描いたが、「ジャンルのヒエラルキー」の概念を無視していたわけではない。描かれた絵画のほとんどは比較的小さなもので、複数の人物を描いた肖像画だけが一般的な大きさの作品だった。壁に直接描く壁画は辛うじて描かれていたとはいえ、公共の場所の壁を絵画で装飾する必要があるときは、ちょうどいい大きさのキャンバスが使用されるのが普通だった。硬く精密な下地を求めて、新しい支持体だったキャンバスではなく旧来からの木板を使用した板絵を制作する画家も多かった。一方オランダ以外の北ヨーロッパの画家たちは、板絵を描くことはまれになっていき、銅版画に使用したあとの銅版を支持体とする画家も出てきた。
オランダ黄金時代に描かれた絵画のなかには、18世紀から19世紀にかけて再利用され上から新しい絵を重ね塗りされたものもある。これは貧しい画家にとって、新品のキャンバスや額装などよりも古い絵画のほうが安価に入手できたためだった。絵画とは逆にこの時代にオランダで制作された彫刻作品はほとんどない。葬礼芸術としての墓標にわずかに見られる程度で、公共建築物や個人宅の飾りは銀製品、陶製品などに置き換えられていく。装飾に使用されたデルフト近辺で製作されたデルフト陶器のタイルは非常に安価で一般的なものとなっていた。銀細工を例外として、当時のオランダ人芸術家たちの関心と努力はもっぱら絵画・版画分野に向けられていたのである。

## 背景

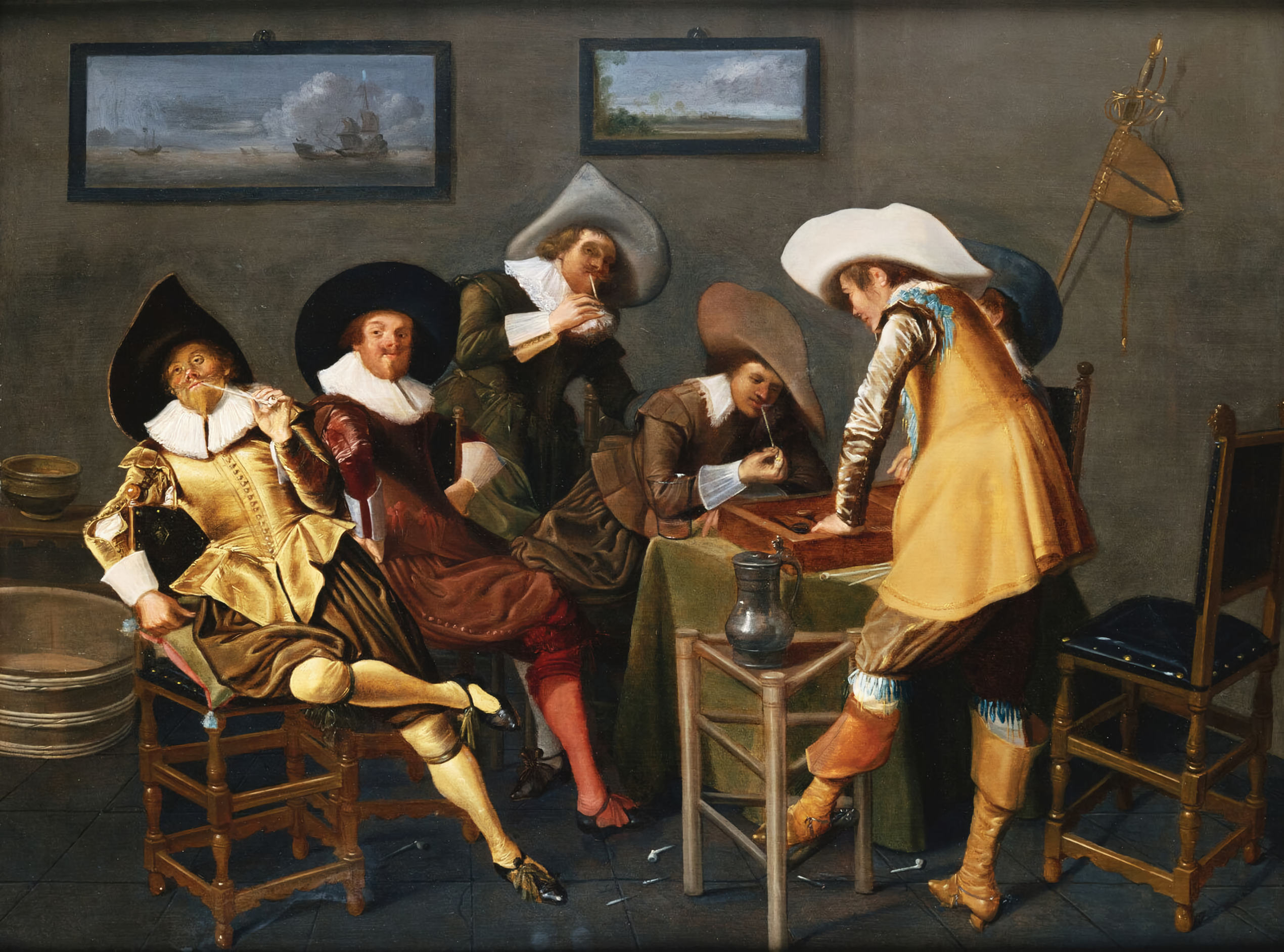
『居酒屋で喫煙とバックギャモンを楽しむ紳士達』ディルク・ハルス (1627年)

当時大量に制作された絵画の大規模な即売会の記録を外国人たちが残しており、それによると130万枚以上の絵画が1640年から1660年の20年間にオランダだけで制作されている。一握りの著名で流行の最先端を行った画家の作品を除いて、供給過多のため絵画の価格は低かったと考えられる。現在では名匠とされているフェルメール、フランス・ハルス、晩年のレンブラントも、当時はさほどではない、あるいは流行に外れた画家として経済的問題を抱え、貧困のうちに死去している。多くの画家が副業をもっており、芸術家としての生計を完全に諦めた画家もいた。とくに1672年のフランス侵略は絵画市場に深刻な不況をもたらし、絵画の価格が以前の水準に戻ることはなかった。

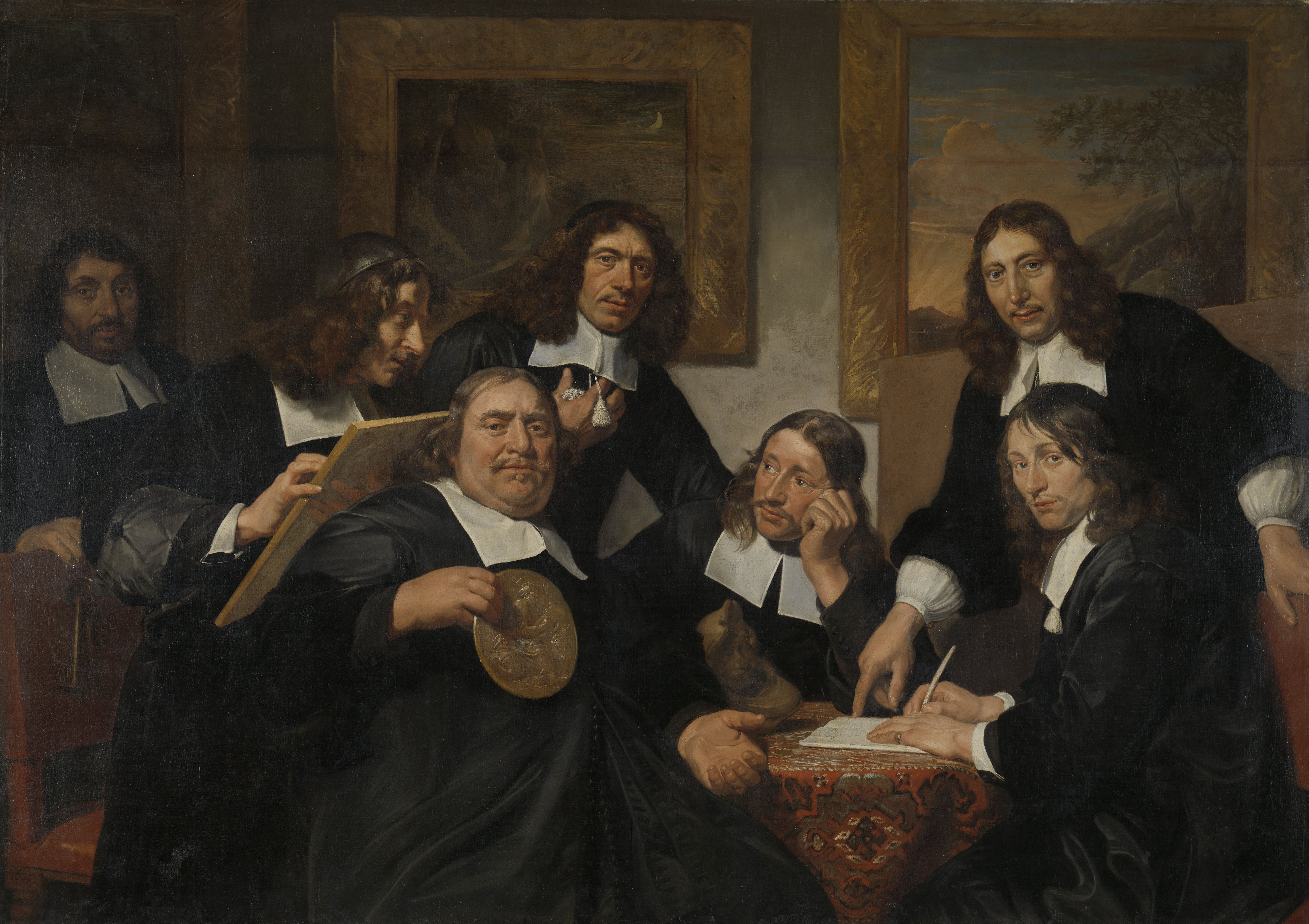
『ハールレム聖ルカ組合の理事たち』ヤン・デ・ブライ (1675年) アムステルダム国立美術館 ヤン自身が左から二人目、花の画家として知られる弟のディルク・デ・ブライが後列右端に描かれている

オランダ人画家の絵画技術は非常に高く、中世からの徒弟制度が依然として続いていた。一般的なオランダの絵画工房はフランドルやイタリアに比べると小規模で、同時に1人か2人の弟子しかとらず、徒弟数はギルドの規定で制限された。宗教改革後にカトリック教会の影響力が低下し、それまで教会の祭壇画や教会関係者からの注文を受けていた各地の聖ルカ組合の力も衰える。しかしギルドそのものは画家にとって必要で、教会に代わる新しい依頼主をその都市の有力者に求めた。こうして世俗的ギルドはこの時代に確立された。アムステルダムは1579年、ハールレムは1590年、そしてゴーダ、ロッテルダム、ユトレヒト、デルフトでは1609年から1611年にかけて成立した。一方ライデンでは1648年まで世俗的ギルドは成立しておらず、カトリック法廷が置かれていたデン・ハーグでは1656年に宗教的ギルドと世俗的ギルドの2つに分裂している。

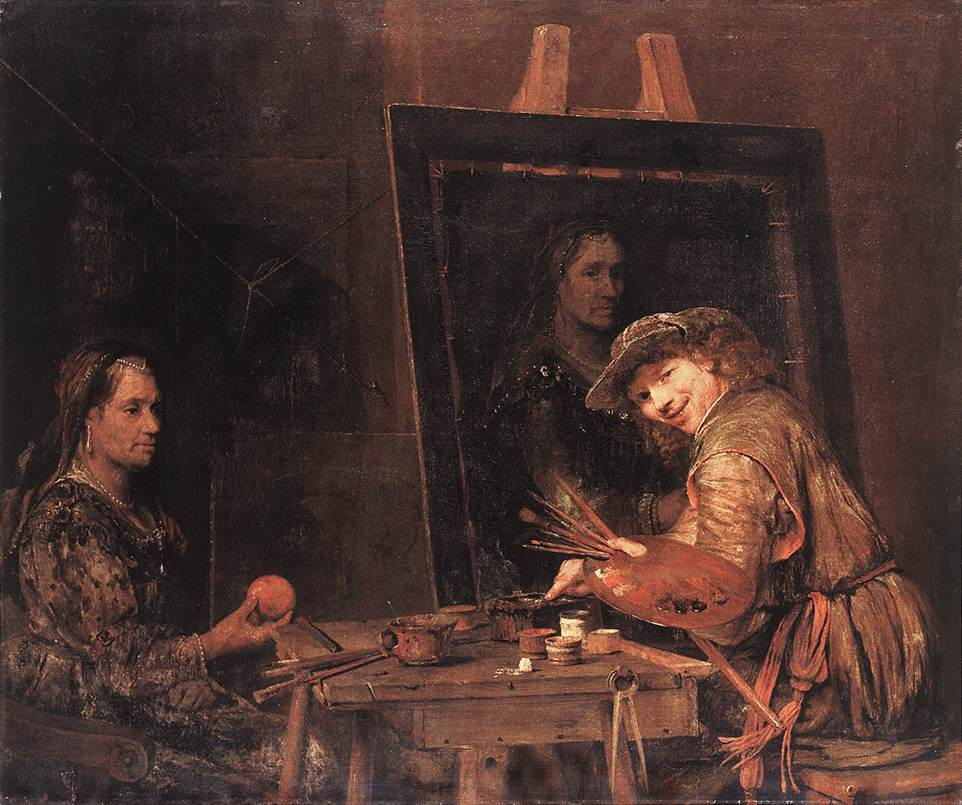
『醜い老婆を描くゼウクシスとしての自画像』レンブラントの最後の弟子アールト・デ・ヘルデル (1685年) シュテーデル美術館

各地のギルドが所属する画家の絵画を一括して販売する伝統的な手法は既に時代遅れで、高品質高価格の絵画を制作するには従来の徒弟制度とは別の教育が必要で、各地のギルドでの専売制は無意味であると考えられた。その結果多くの都市は学校制の芸術家教育機関を設置した。絵画の契約、販売場所も宿場、私有地、公開市場など多岐に渡る。肖像画だけは例外で、諸外国と違い特定顧客との契約なしに多くのオランダ絵画が「投機目的」で描かれた。これはオランダ美術市場が後世に影響を及ぼす一例である。

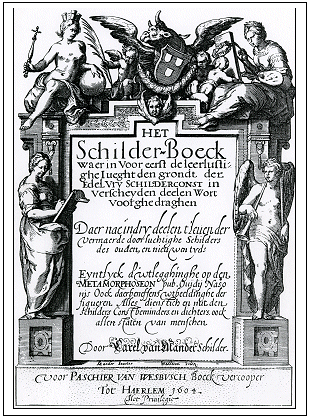
Schilder-boeck冒頭のページ

オランダには多くの芸術の名門家系があり、自身の師匠の娘や他の芸術家の娘と結婚する者も、富裕な家系出身の者も多かった。各都市特有の作風や得意なジャンルがあったが、もっとも繁栄していたアムステルダムは様々な画家たちが集う巨大な芸術中心都市だった。オランダの画家は諸外国に比べると絵画理論にはそれほど関心がなく、芸術家間で互いに芸術論をたたかわせることもなかった。これはイタリアに比べて、芸術論が知的サークルや一般大衆間で興味を持たれなかったことを意味する。ほぼすべての絵画制作依頼や絵画売買が私的なもので、諸外国に比べると中産階級相手の取引の記録は残っていないが当時の芸術はオランダが世界に誇るものであり、伝記作家たちの著作は重要な情報源となっている。

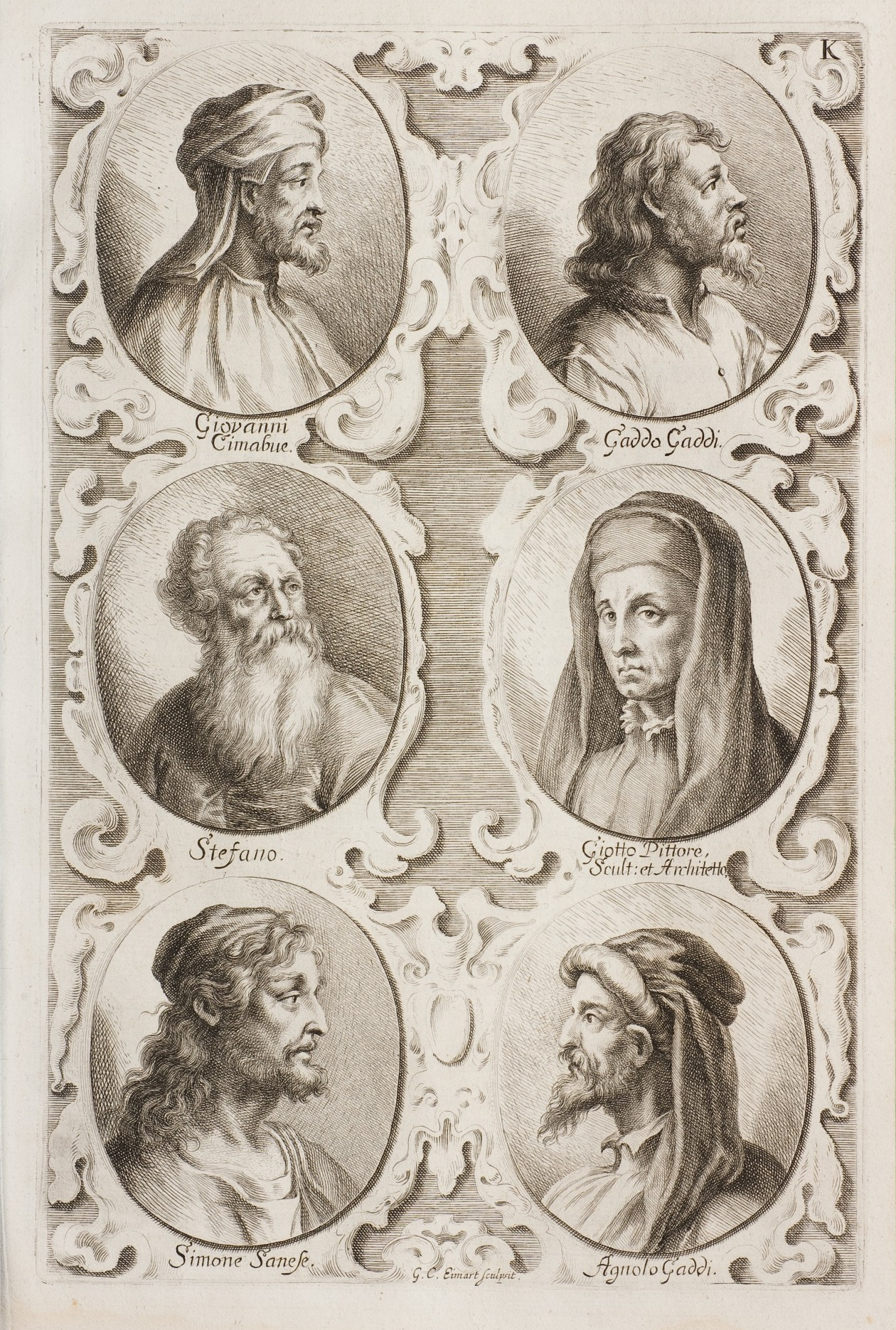
Teutsche Academieの版画

フランス・ハルスの師カレル・ヴァン・マンデルの『画家列伝（画家の書）』（1604年）には黄金時代前半の画家たちの伝記が書かれている。アルノルト・ホウブラーケンの『De groote schouburgh der Nederlantsche konstschilders en schilderessen』（1718-1721年）にも500人以上の画家の伝記が書かれ、重要な著作である。両書ともジョルジョ・ヴァザーリの『画家・彫刻家・建築家列伝』を一部底本としており、内容はおおむね正確である。アムステルダムで活動していたドイツ人美術史家・画家のヨアヒム・フォン・ザンドラルトの『高貴なる建築・絵画・彫刻のドイツ・アカデミー（ドイツ・アカデミー）The German Academy of the Noble Arts of Architecture, Sculpture and Painting, or Teutsche Academie』（1675年）も同様の形式で書かれたオランダ人芸術家の伝記である。ホウブラーケンの師で、レンブラントの弟子だったサミュエル・ファン・ホーホストラーテンの『絵画芸術の高等画派入門Inleyding tot de hooge schoole der schilderkonst』（1678年）は単なる伝記ではなく批評も含んでおり、当時についての重要な論文である。しかし、これらの著作はオランダでの芸術理論ではなくルネサンスの芸術理論に多くのページをあてている。当時のオランダ絵画を完全に網羅しているとはいえず、当時はあまり描かれていなかった歴史画についての記述も多い。

## 歴史画

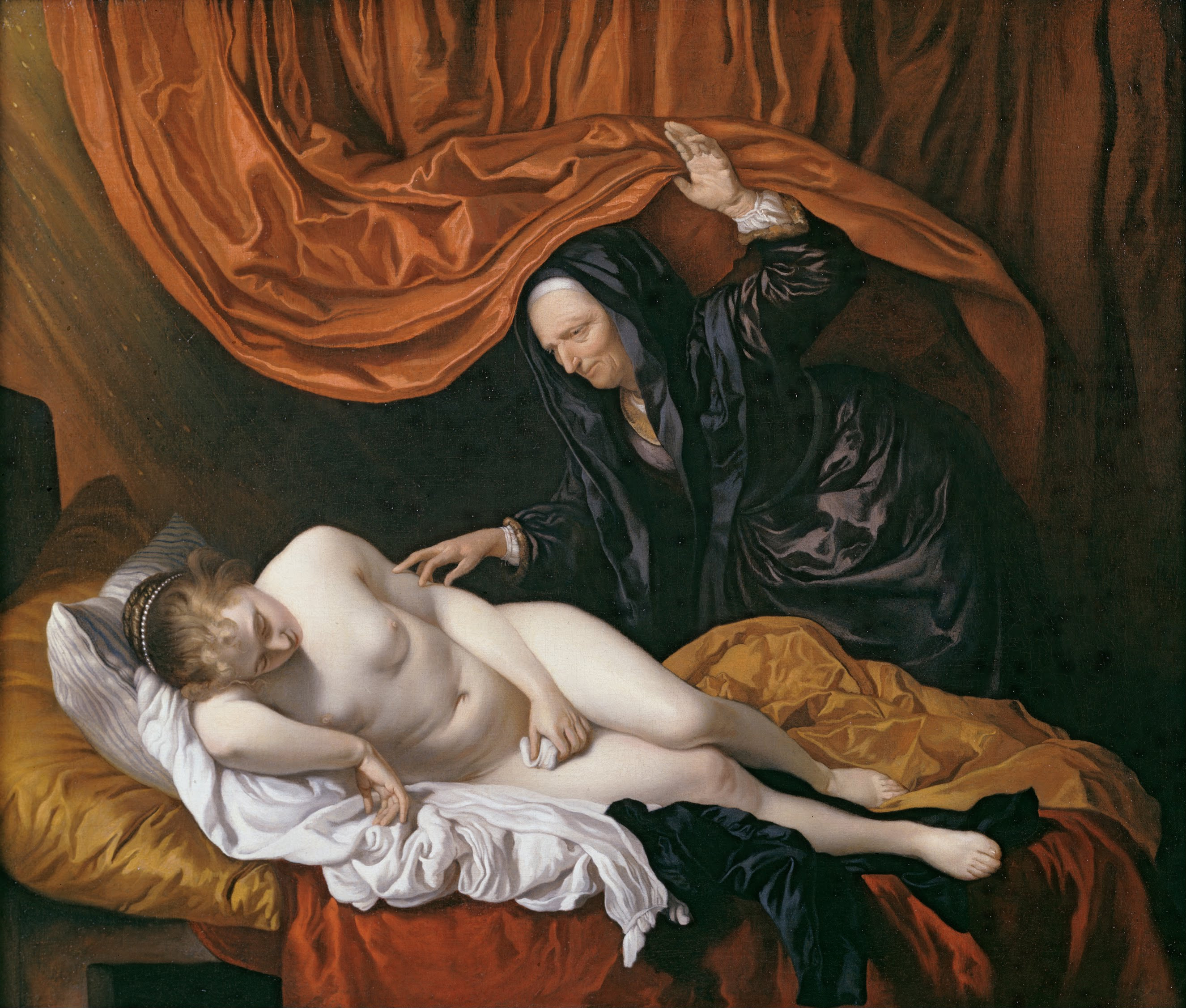
『ダナエー』ヤーコブ・ファン・ロー (1655-1660年頃) Kremer Collection レンブラントにも同名の絵画がある

歴史画の定義には過去の歴史的事件を描いた絵画だけではなく、聖書、神話、文学を主題としたもの、寓意画も含まれる。近年の歴史的事件を扱った絵画は歴史画のカテゴリではなく、海洋、風景、都市景観と肖像画の組み合わせた写実画として分類される。当時のオランダでは歴史、聖書の劇的な場面を描いた大きな絵画は諸外国に比べるとほとんど描かれなかった。各地の教会からの注文がなかったことや、大きな絵画を収容可能な裕福な貴族階級の邸宅が少なかったことに因る。さらに主要な都市での宗教改革と、八十年戦争によるスペイン・ハプスブルク家に対する反感が芸術の方向性を写実主義に向かわせ、壮大に飾り立てられた大きな絵画に対する忌避感となって現れた。版画分野では歴史を扱った作品は比較的よく制作されていたが、絵画分野では歴史画は「少数派」となっていった。
他のジャンルに比べると、オランダの歴史画家はイタリアの影響を受け続けていた。イタリア名画の版画や模写が広く流通しており、それらを通じてイタリアの作風が定着していた。オランダ絵画における光の表現技術は、イタリアバロックの巨匠カラヴァッジョのようなイタリア人画家の影響を受け、それを発展させて向上した。イタリアで修業したものもいたが、隣国フランドルに比べると少なくて、当時ローマにあったオランダ人とフランドル人の「互助会（Bentvueghels 蘭語で"羽の鳥"の意）」会員名簿を見ても明らかである。レンブラント、フェルメール、ハルス、ステーン、ヤーコプ・ファン・ロイスダールら、当時を代表する巨匠が訪伊していないことは注目に値する。
アブラハム・ブルーマールト、ヨアヒム・ウテワールら多くの北方マニエリスム（Northern Mannerism）派の芸術家が、前世紀まで継続したスタイルで1630年代は活動していた。ローマ在住のドイツ人画家アダム・エルスハイマーの作品の多くは歴史画の小品だったが、カラヴァッジョと同等の影響をレンブラントの師ピーテル・ラストマンやヤンとヤーコブのピナス兄弟に与えた。他国のバロック様式の歴史画と比べるとオランダの写実主義や物語の直接性を重視する点が共通しており、レンブラントの初期の絵画がこのスタイルであったことから「前レンブラント派」と呼ばれることもある。

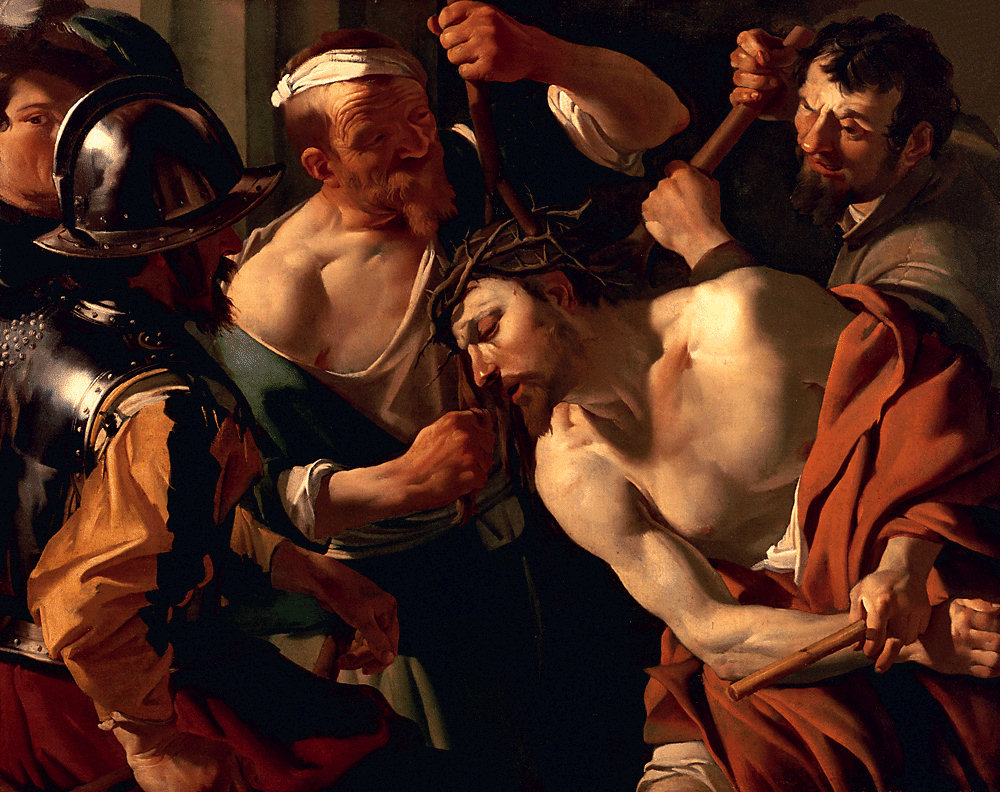
『キリストの荊冠』ディルク・ファン・バビューレン (1623年) ユトレヒトの修道院のために描かれたユトレヒト・カラヴァッジョ派の作品で、一般市場向けに描かれたものではない

ユトレヒト近辺に在住し、カラヴァッジョの影響を強く受けた画家たちをさす「ユトレヒト・カラヴァッジョ派（Utrechtse caravaggisten）」は、歴史画と大型の風俗画の両方をイタリアの影響を受けたスタイルで制作し、しばしば非常に強い「明暗法（キアロスクーロ）」を多用した。ネーデルラント連邦共和国の成立まではオランダ第一の都市だったユトレヒトは、他の都市とは異なり17世紀半ばまでカトリック教徒が40%程度を占めていた。地方領主など上流階級には更に多くのカトリック教徒がいた。主要な画家はヘンドリック・テル・ブルッヘン、ヘラルト・ファン・ホントホルスト、ディルク・ファン・バビューレンらで、1630年ごろまでこの流派の活動は続いた。ファン・ホントホルストは1650年代まで、より古典的なスタイルでイングランド、ネーデルラント連邦共和国、デンマークの宮廷画家として成功し続けた。
レンブラントは、肖像画家として経済的成功を収める前に歴史画家としてスタートしており、歴史画家としての大望を決して諦めなかった。彼の銅版画の多くは物語的な宗教場面だったが、最後の歴史画『クラウディウス・キウィリスの謀議』（1661年）をアムステルダム市議会から受注した際の逸話は彼の形式に対する拘りと鑑賞者の理解を得る事の両立は困難だったとする。レンブラントの作風を継ぐ弟子の中には歴史画で成功した者もおり、ホーファールト・フリンクが第一人者だった。ヘラルト・デ・ライレッセも、フランス古典主義の影響を強く受け、芸術家としても理論家としてもオランダを代表する提唱者となった（1665年にレンブラントはヘラルト・デ・ライレッセの肖像画を描いている）
。
裸体画は事実上歴史画家にしか描くことを許されなかったが、多くの肖像画家はレンブラントがしたように時折見せる裸体画（ほとんどいつも女性）に古典的な題名を付けていた。奔放な暗示性にもかかわらず、風俗画家が娼婦や「イタリア」の農婦を描くとき、大らかな胸の谷間や太腿の過度な露出は滅多になかった。

## 肖像画

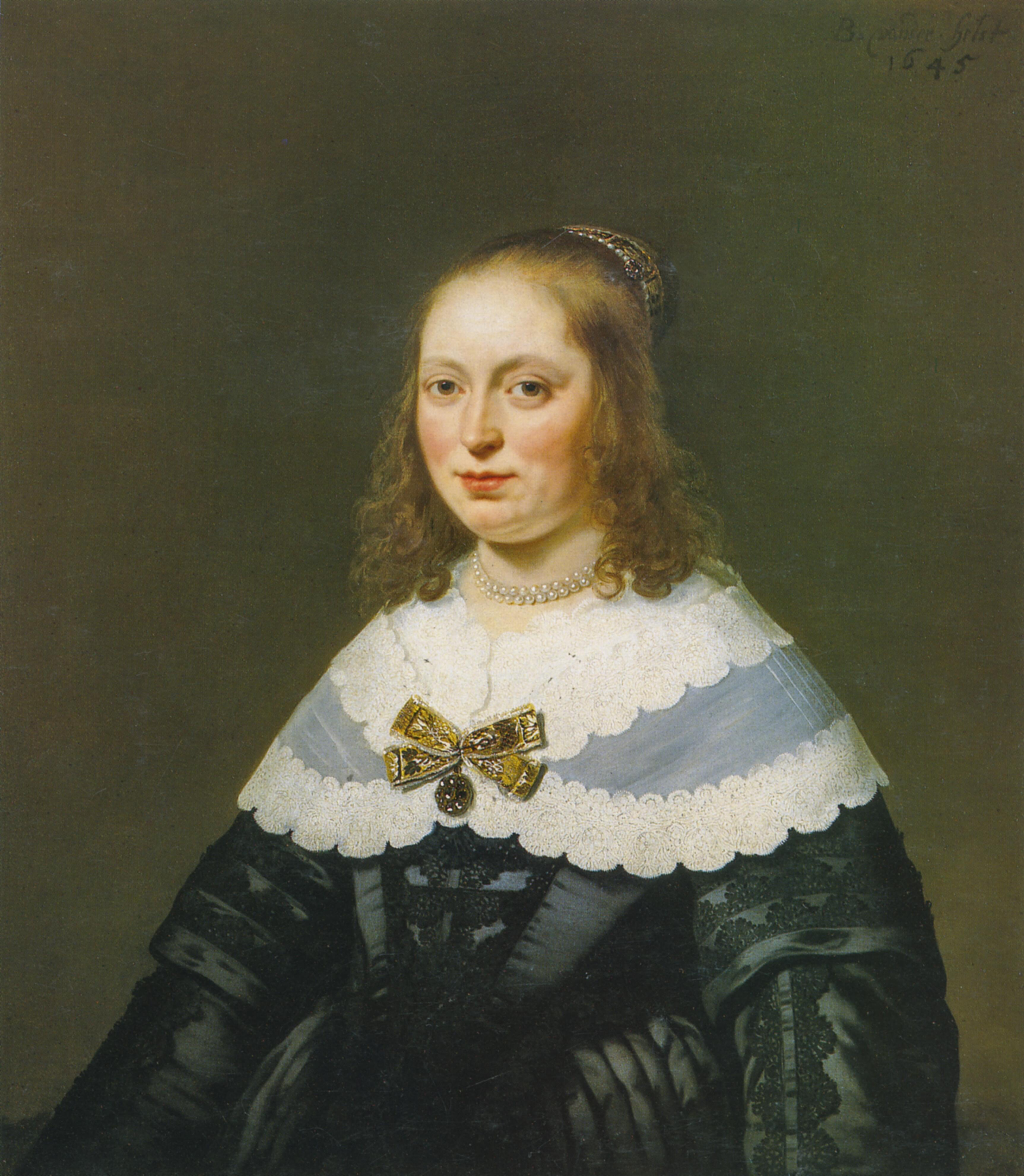
『ソフィア・トリプ』(1615-1679) バルトロメウス・ファン・デル・ヘルスト (1645年) 個人蔵 オランダ富裕階級の妻を描いた肖像画

他国より肖像画を依頼する大商人階級がいたため、肖像画ビジネスは17世紀のオランダで繁盛した。ざっと見積もって75万枚から110万枚に達する巨大な市場だった。レンブラントは、若い肖像画家として経済的成功をおさめたが、やがて他の画家と同様に一般市民からの受注生産に飽き飽きしてきた。カレル・ヴァン・マンデルは「芸術家は喜びなしでこの道沿いに旅をする」と述べている。
オランダの肖像画は、17世紀ヨーロッパの他地域で流行した貴族的なバロックの肖像画の勢いの良さと過剰なレトリックを避けていたが、男性のそして多くの場合女性モデルの陰鬱な盛装と、カルヴァン主義では小道具・持ち物や眺めの良い風景を画中に含めるのは高慢の罪を示すという感覚のせいで、技術の質にもかかわらず多くの肖像画が似たり寄ったりになるのは否定できない。等身大の立姿でさえ虚栄を示す可能性があるため通常は避けられた。ポーズは特に女性の場合控え目に、子供はもっと自由が許された。昔から肖像画は婚礼時に新郎新婦を別々に一対の絵になるように描かせる。レンブラントの後期の肖像画は、性格描写力、そして時には物語的な要素によって強制されるが、初期の肖像画でニューヨークのメトロポリタン美術館に寄贈された部屋一杯の「レンブラントの創出」のせいで気が滅入ることがある。
この時代のもう一人の偉大な肖像画家はフランス・ハルスで、その生き生きとした筆致と、リラックスして陽気に見えるモデルを示す画力は、どんな被写体でも興奮させる。ウィレム・ファン・ヘイトゥイセンの肖像画の極めて「さりげないポーズ」は例外的で「この時期の肖像画でこれほどくだけたものは他にない」。ヤン・デ・ブレイ（Jan de Bray）は古典史に登場する人物の衣装を着てポーズをとるようモデルに勧めたが、彼の作品の多くは彼自身の家族のものである。トマス・デ・ケイセル（Thomas de Keyser）、バルトロメウス・ファン・デル・ヘルスト、フェルディナント・ボルなど、歴史画家や風俗画家として多くの画家は、より伝統的な作品を盛り上げるために最善を尽くした。肖像画は他のタイプの絵画よりも流行の影響を受けにくく、オランダの芸術家にとって安全な代替手段であり続けた。
オランダ人画家の工房での作業手順は殆ど伝わっていない。ヨーロッパの他の国々と同様に、まず最初にモデルの顔から描かれたのではないかと考えられる。モデルが画家の前でポーズをとっていた平均時間もはっきりしていない。記録に残っているのは0分（レンブラントの等身大作品）から50分程度となっている。モデル着用の衣装はそのまま工房に残され、弟子あるいは衣装専門の画家が招かれて描き上げた。着衣の描写は肖像画の中でも非常に重要な部分と見なされていた。女性が既婚か未婚かは衣服で区別がつく。家族の集合肖像画をのぞき、独身女性は殆ど描かれていない。実際には様々な縞模様・織柄模様の布地が着用されていたが、余分な作業として省かれ画家が描き込むことは殆どなかったが、略せないレースやひだ飾り襟の表現は写実的な画力が披露された。レンブラントはレースをより効果的に表現する手法を編み出した。まず幅広に白色絵具を塗りつけてからやや黒い絵具を軽くのせてレースの柄を表現する方法。もう一つは、黒のベタ塗りに白のベタを重ね、絵筆の柄の先端で白絵具を削り取りレース模様を表現する方法である。

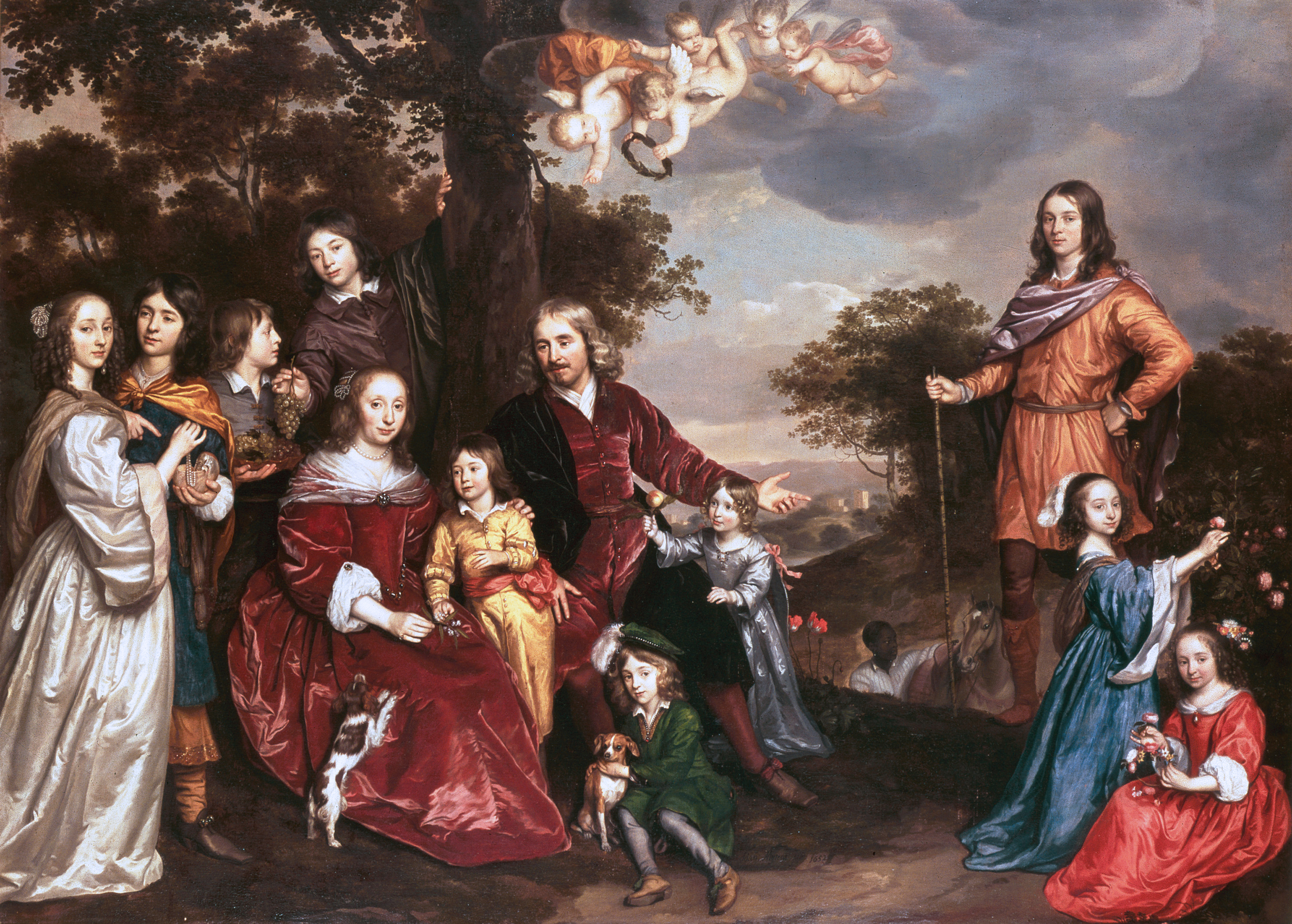
『ホーラント宮廷参事官ヴィレム・ファン・ケルクホーフェン(1607-1681)と妻レインスブルフ(レイミリック)・デ・ヨング(1609-1679)とその15人の子供たち』ヤン・マイテンス (1652年、1655年加筆) ハーグ歴史博物館

17世紀末には、イングランドでアンソニー・ヴァン・ダイクが1630年代に始めた「絵のように美しい」「ローマ風」と呼ばれる華麗な衣装をモデルに着せて描く肖像画が流行した。貴族や軍人階級は一般市民よりも豪奢な衣装を纏い広々とした設定で描かれ、宗教的帰属もおそらくは多くの絵画に影響を与えた。17世紀末には貴族的あるいはフランス的な価値観が一般市民に広まり、肖像画は更に自由に発展した。

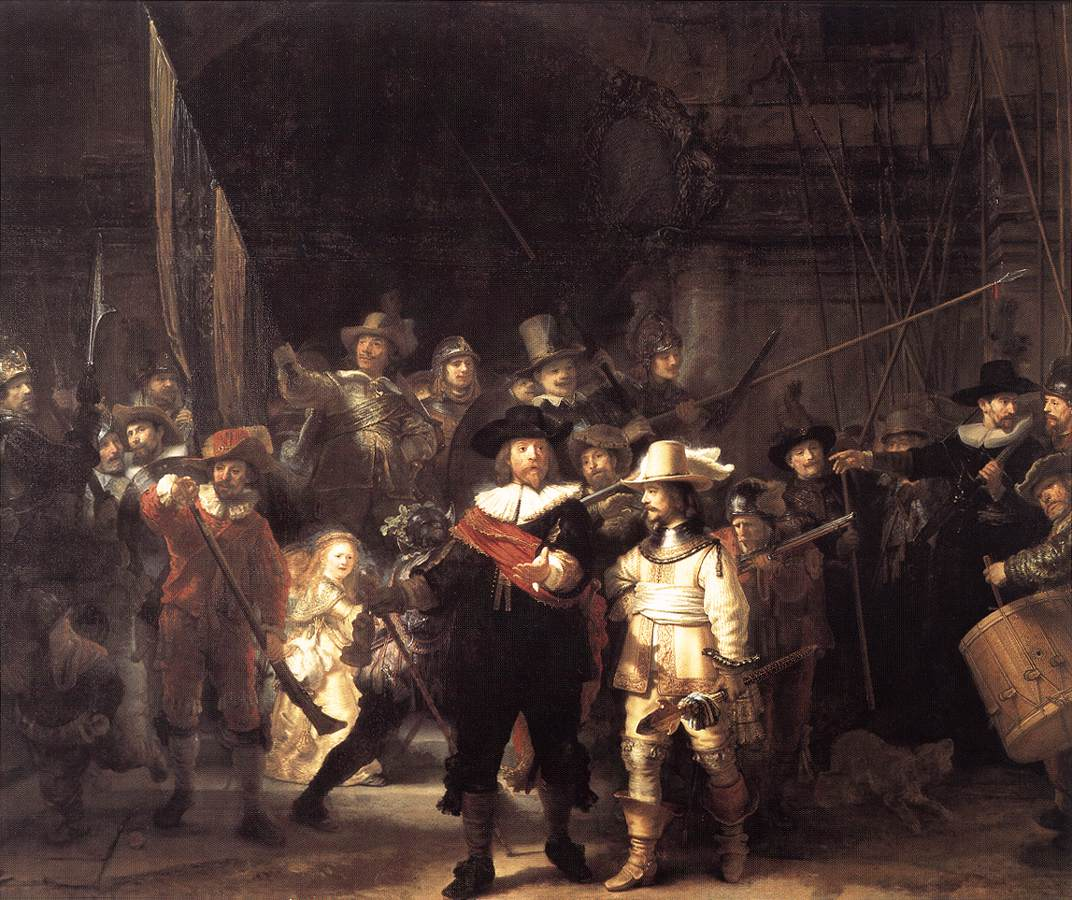
『夜警』レンブラント (1634年) アムステルダム国立美術館

オランダで発展した集団肖像画も自警団、評議会、ギルド理事など多くの市民団体から人気があった。17世紀前半までは肖像画は極めて儀礼的なもので、集団肖像画ではモデルがテーブルのまわりに着席し、全員が正面を向いているような構図が多かった。衣服など詳細な表現が重要視され、社会的地位に応じた描きわけが必要とされた。17世紀後半になると集団肖像画はより自由で、明るい色彩で描かれるようになっていった。自警団を描いた集団肖像画の多くがハールレムとアムステルダムで描かれた。もっとも有名な集団肖像画はレンブラントの通称『夜警』（1642年）アムステルダム国立美術館所蔵である。アムステルダムで描かれた集団肖像画のほとんどは最後まで注文主だった団体が所有しており、それらの肖像画の多くが現在アムステルダム歴史博物館の所蔵となっている。

## 風俗画

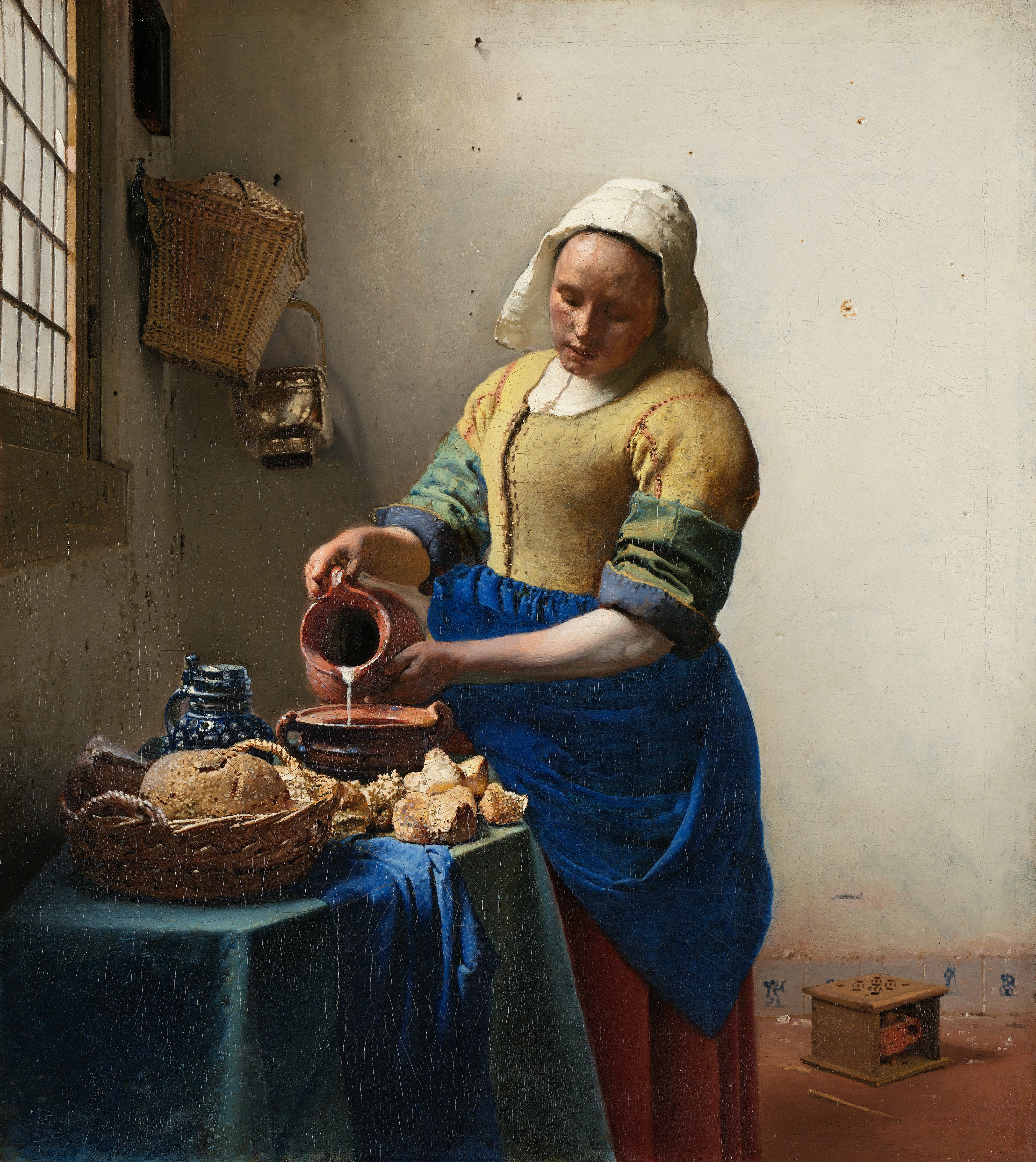
『牛乳を注ぐ女』, ヨハネス・フェルメール, 1660年頃, アムステルダム国立美術館

風俗画に描かれているのは特定可能な有名な人物というわけではなく、肖像画としても歴史画としても分類できない一般市民の日常生活である。風景画とともに、風俗画の発展と広範な人気は当時のオランダ絵画の最大の特徴となっているが、フランドルでも同時期に風俗画の人気は高かった。フェルメールの『牛乳を注ぐ女』のように一人の人物を主題に描かれた作品も多いが、複数の階層や群集を描いた大きな作品もある。風俗画には多くの画題があり、一人の人物、農夫の家族、居酒屋、家事をする女性、村祭り、市場、兵舎、馬や家畜など多岐に渡っている。当時のオランダではそれぞれのタイプの絵画を指す呼び方はあったが、「風俗画」に相当するような全てのタイプの絵画を意味する総称は存在しなかった。18世紀後半のイングランドでは、これらの絵画の総称として「ユーモアのある絵画 (drolleries)」が使われていた。

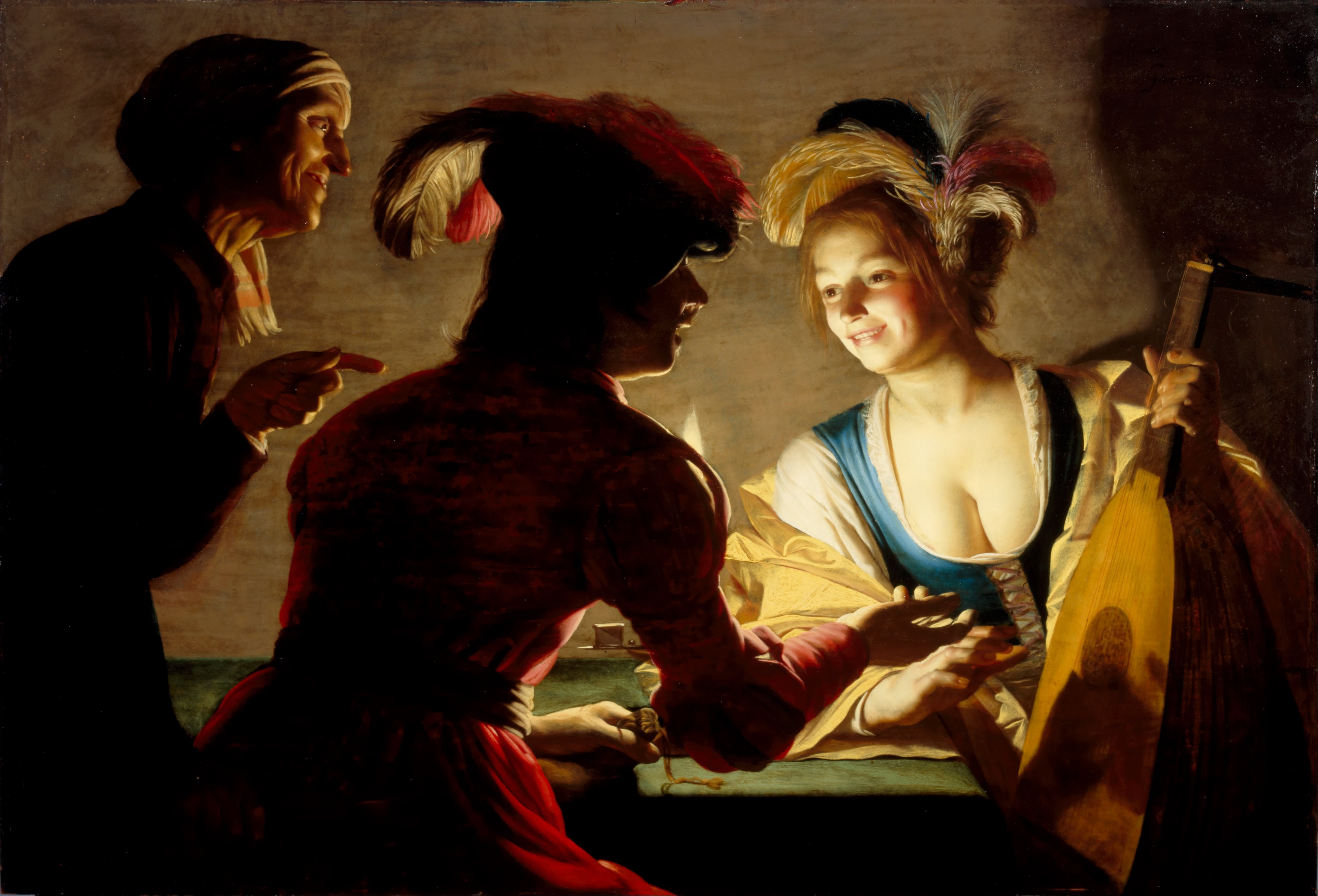
『取り持ち女』, ヘリット・ファン・ホントホルスト, 1625年, ユトレヒト中央博物館, リュートがこの場所は売春宿であることを意味している

風俗画には17世紀のあらゆる階層の大衆の日常が描かれているが、必ずしも正確な描写がなされているとは限らない。風俗そのものを描いている作品ももちろんあるが、日常生活を表現しているように思える絵画が、実はオランダの格言や教訓を絵画として描いている可能性もある。多くの画家が猥雑な家庭や売春宿を描く楽しみと教訓的絵画との両立とを試みており、居酒屋も経営していたヤン・ステーン（1626年 - 1679年）の作品が例としてあげられる。これら二つの主題のバランスについては現在でも美術史家たちの間で論議となっている。後世になって風俗画につけられた題名には「居酒屋」「宿屋」「売春宿」が区別された題名になっているが、実際には同じ目的の施設を意味していることが多く、ほとんどの居酒屋には二階に宿泊客のための小部屋があったり、裏手には売春目的の部屋があった。「前は宿屋で後ろは女郎屋」はオランダのことわざでもあった。ステーンの絵画はまさしく好例で、絵画に描かれている各構成要素は写実的に現実のものとして描かれているが、絵画全体としては現実の光景を表現したものではない。典型的な風俗画で、あくまでも絵画として表現された風刺となっている。

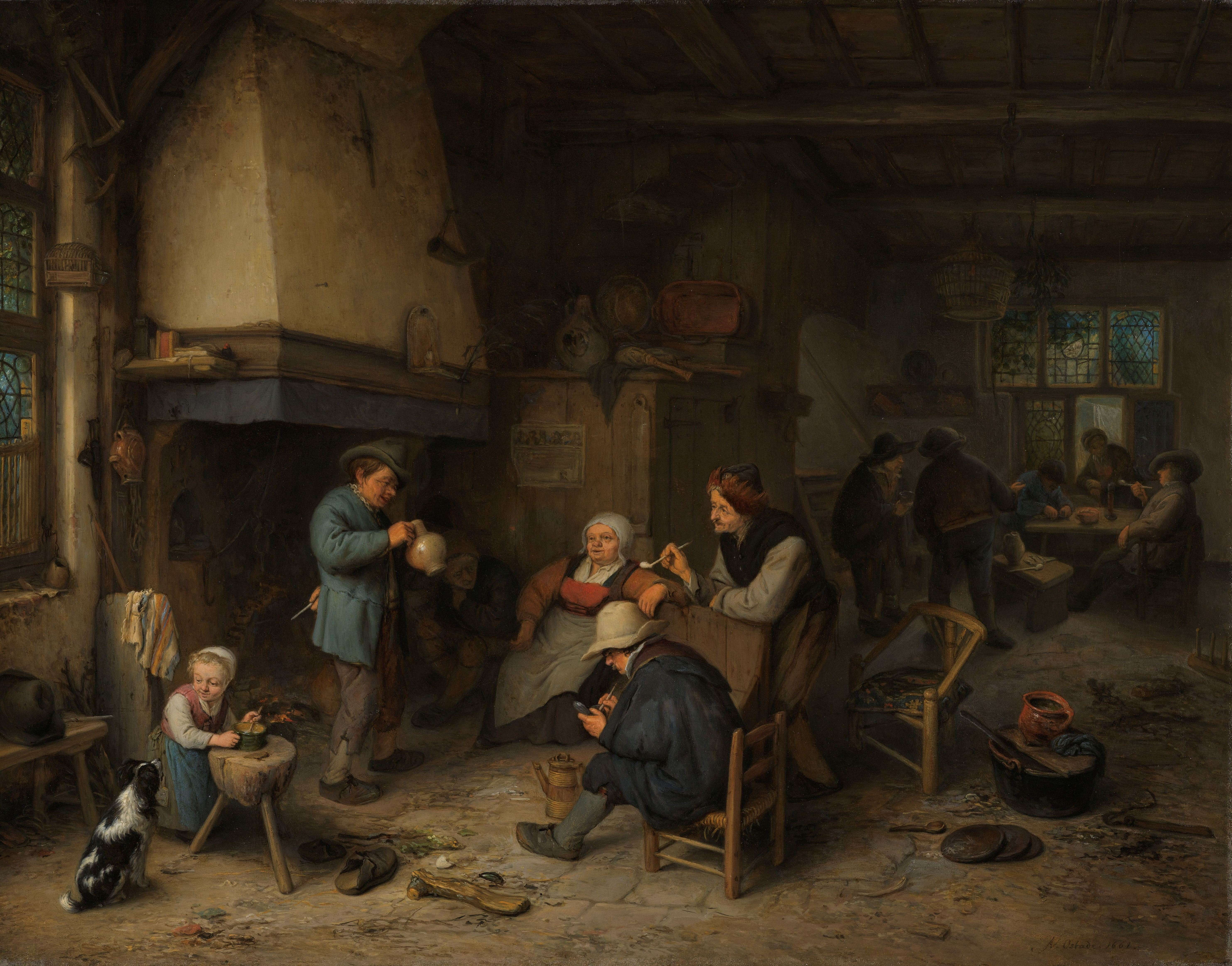
『農夫の家』, アドリアーン・ファン・オスターデ, 1661年

初期フランドル派から受け継いだ写実主義と細部の詳細な描きこみを最初に風俗画に取り込んだのは、ヒエロニムス・ボス、ピーテル・ブリューゲルらで、格言や教訓を風俗画の題材とし始めたのも同じときだった。そしてウィレム・バイテウェッヘ、フランス・ハルス、エサイアス・ファン・デ・フェルデたちが黄金時代初期の主要な風俗画家となった。バイテウェッヘは道徳的寓意をひそかに忍ばせた、着飾った若者たちを描いている。ファン・デ・フェルデは風景画家としても重要な存在だったが、その風俗画とは対照的に風景画では人物を地味に描いている。ハルスは肖像画家として有名だが、キャリア初期には風俗画も描いている。1625年ごろから、居酒屋を扱った作品を多く描いたフランドルのアドリアーン・ブラウエルがハールレムに滞在し、アドリアーン・ファン・オスターデに大きな影響を与えている。それまでは農民を題材とした絵画のほとんどが野外を舞台に描かれていたが、ブラウエルは農民たちを飾り気のない薄暗い部屋を舞台として描き、オスターデはみすぼらしい屋内の描写が画面のほとんどを占める大きな絵を描いている。

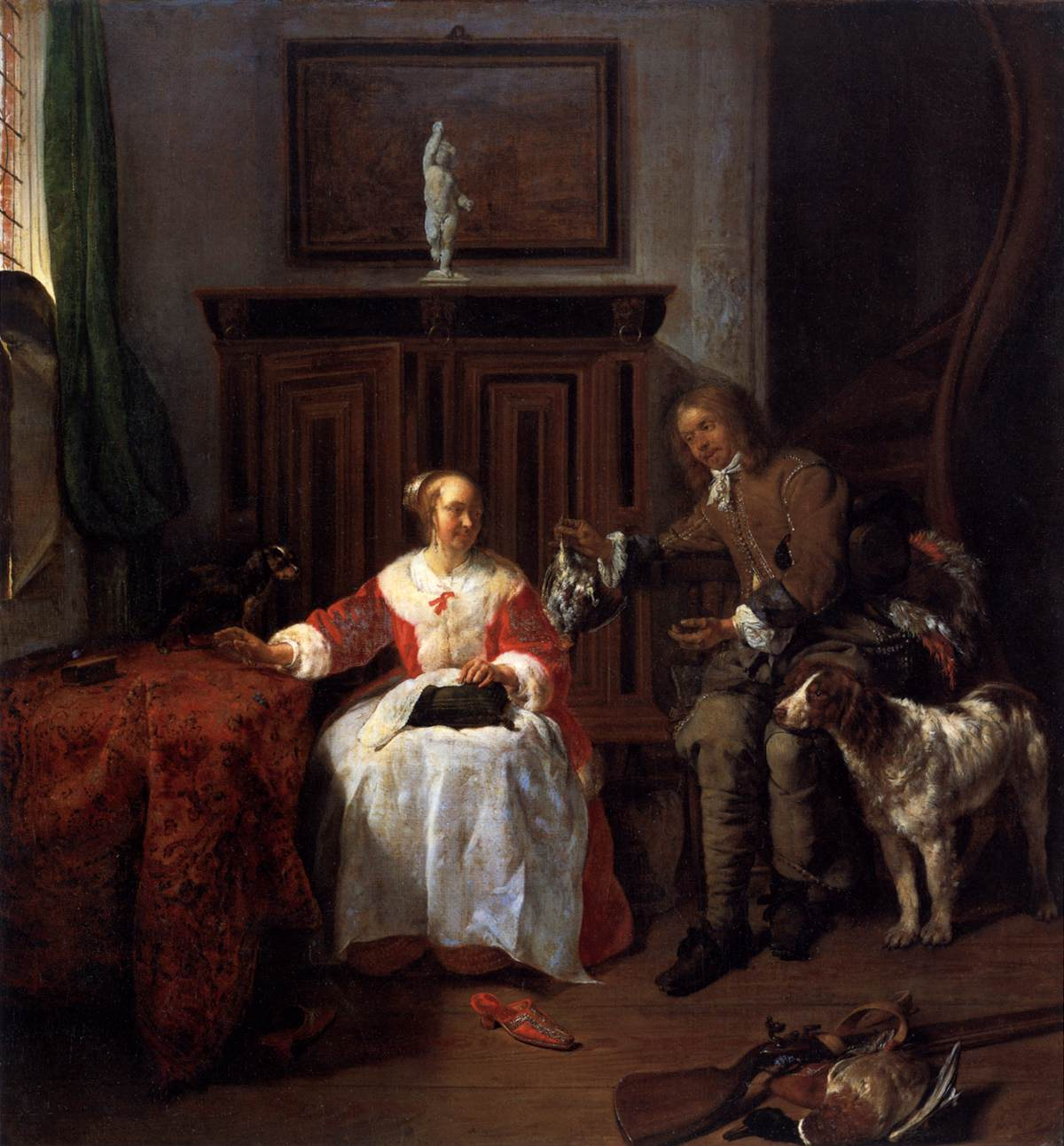
『猟師の贈り物』, ハブリエル・メツー, 1658年 - 1660年頃, アムステルダム国立美術館

他にオランダ黄金時代の著名な風俗画家としては、女流画家のユディト・レイステル（1609年 - 1660年）、その夫ヤン・ミーンセ・モレナール（1610年 - 1668年）、ヘラルト・ドウ（1613年 - 1675年）、ハブリエル・メツー（1629年 - 1667年）、フランス・ファン・ミーリス（1635年 - 1681年 (en:Frans van Mieris the Elder)）、その息子ウィレム・ファン・ミーリス（1662年 - 1747年）、ゴドフリート・スカルッケン（1643年 - 1706年）アドリアーン・ファン・デル・ウェルフ（1659年 - 1722年 らがあげられる。

黄金時代後半でも肖像画や歴史画を描く画家は非常に高く評価され、現代の観点からは精緻に過ぎるといわれることすらあるそれらの作品は高価格で取引されるようになり、ヨーロッパ中でもてはやされていた。風俗画はオランダ社会の拡大する隆盛を反映して、徐々に穏やかで富裕な階級を表現したものとなっていった。

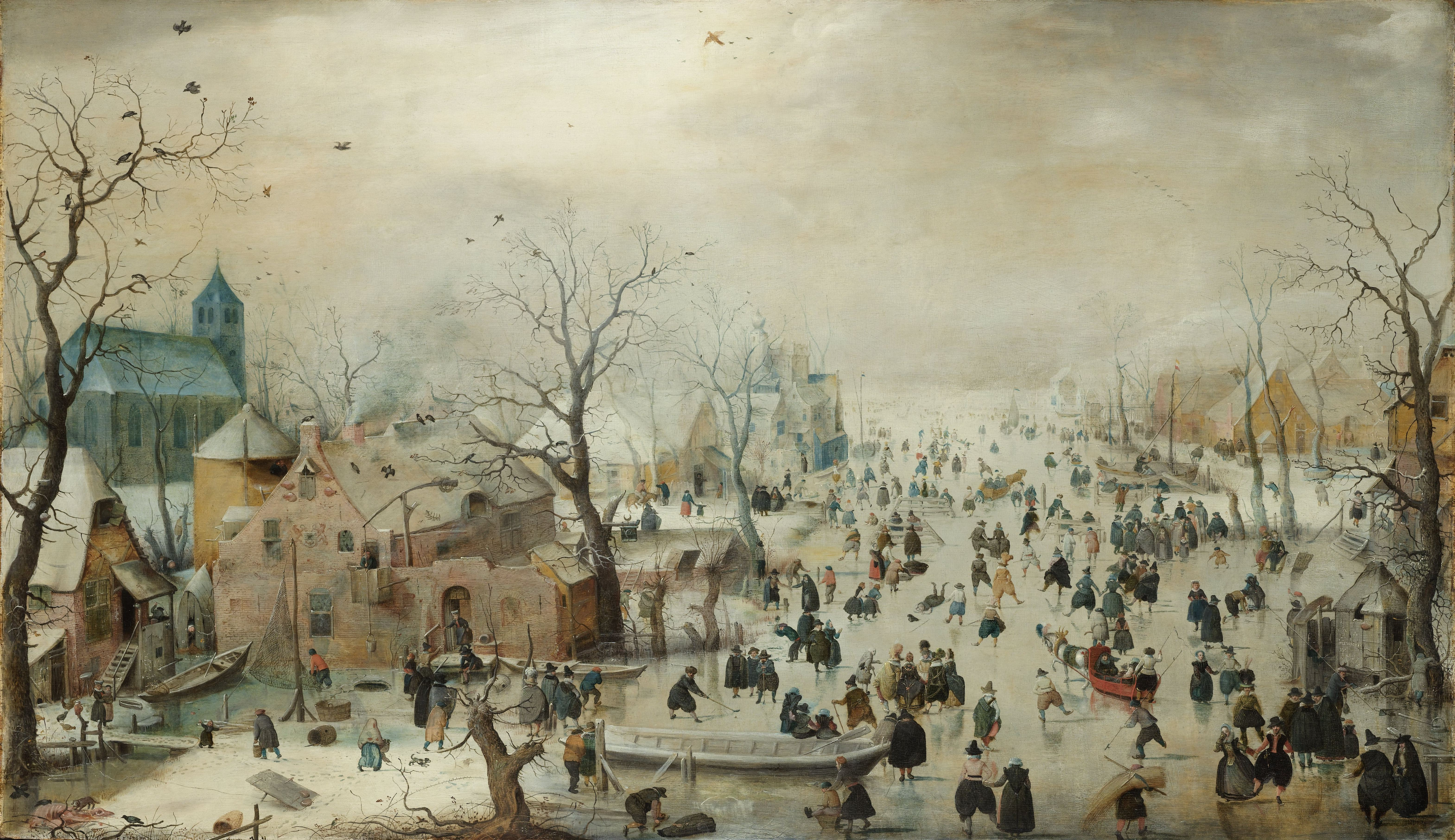
『スケーターのいる冬景色』, ヘンドリック・アーフェルカンプ, 1608年頃, アムステルダム国立美術館, 画家は冬景色を主に描いた。
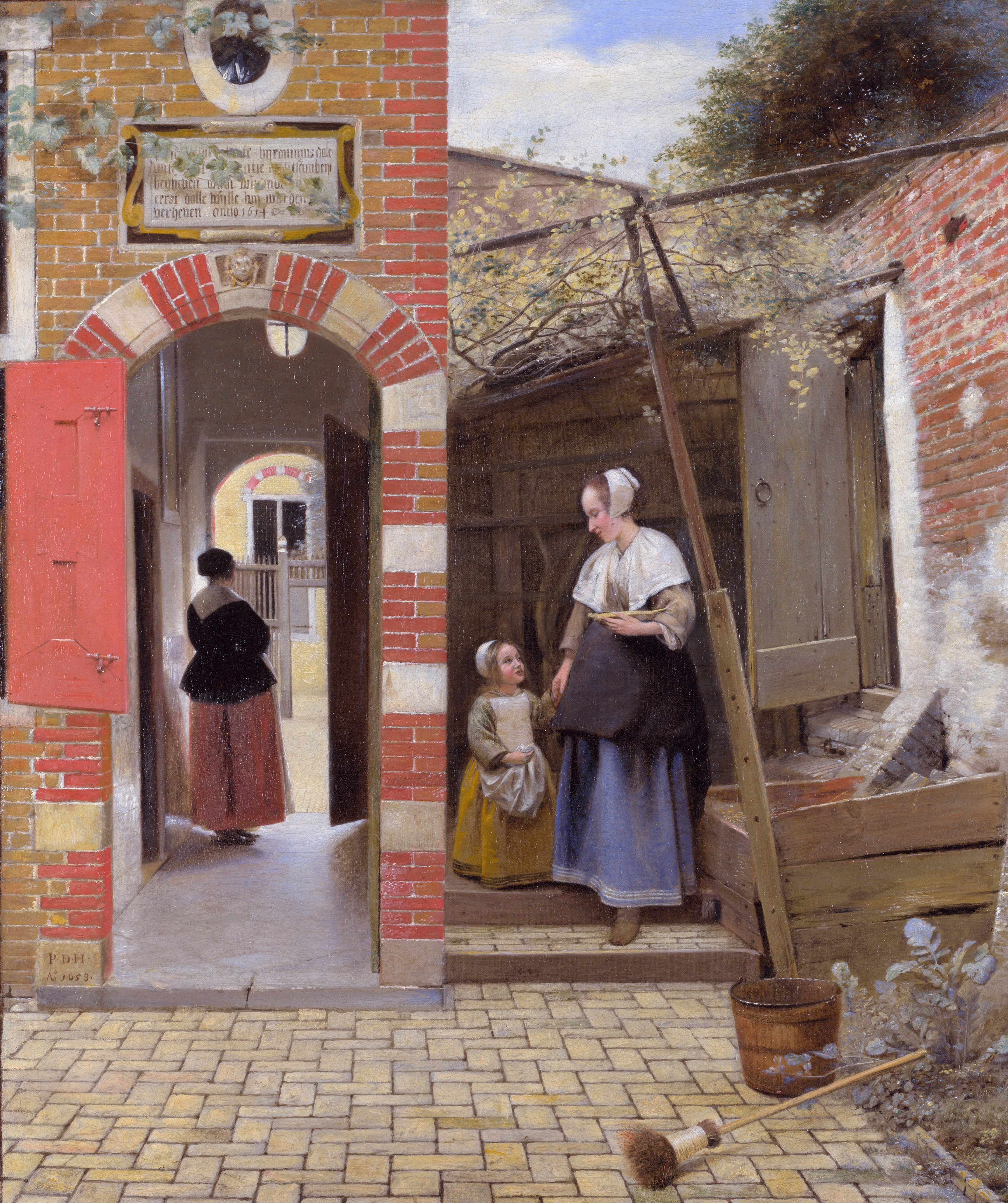
『デルフトの家の中庭』, ピーテル・デ・ホーホ, 1658年, ナショナル・ギャラリー (ロンドン), 描かれている女性は召使である
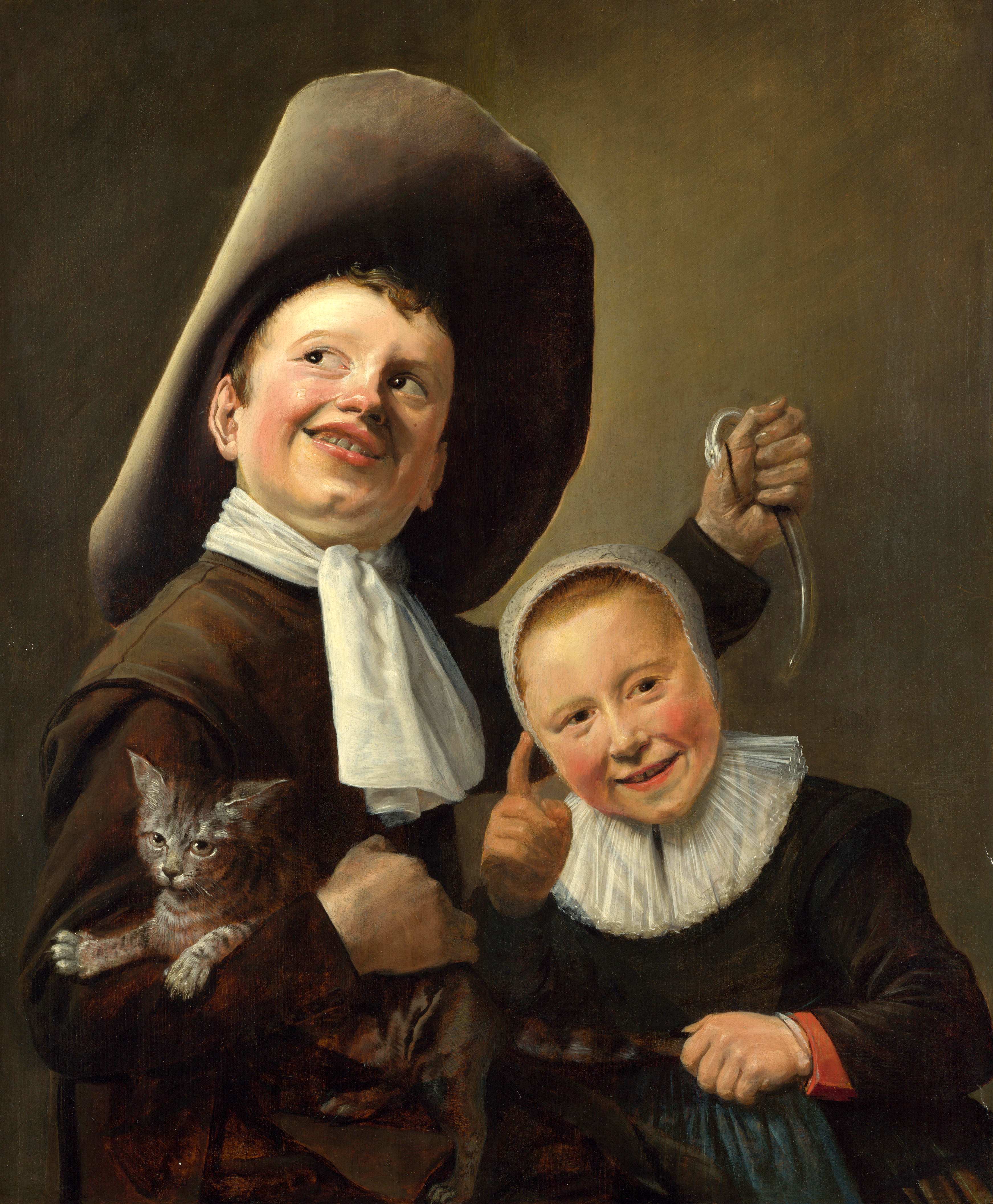
『猫とウナギを持つ少年と少女』,ユディト・レイステル, 1635年頃、ナショナル・ギャラリー (ロンドン), 多くの寓意が描かれているといわれている[40]。
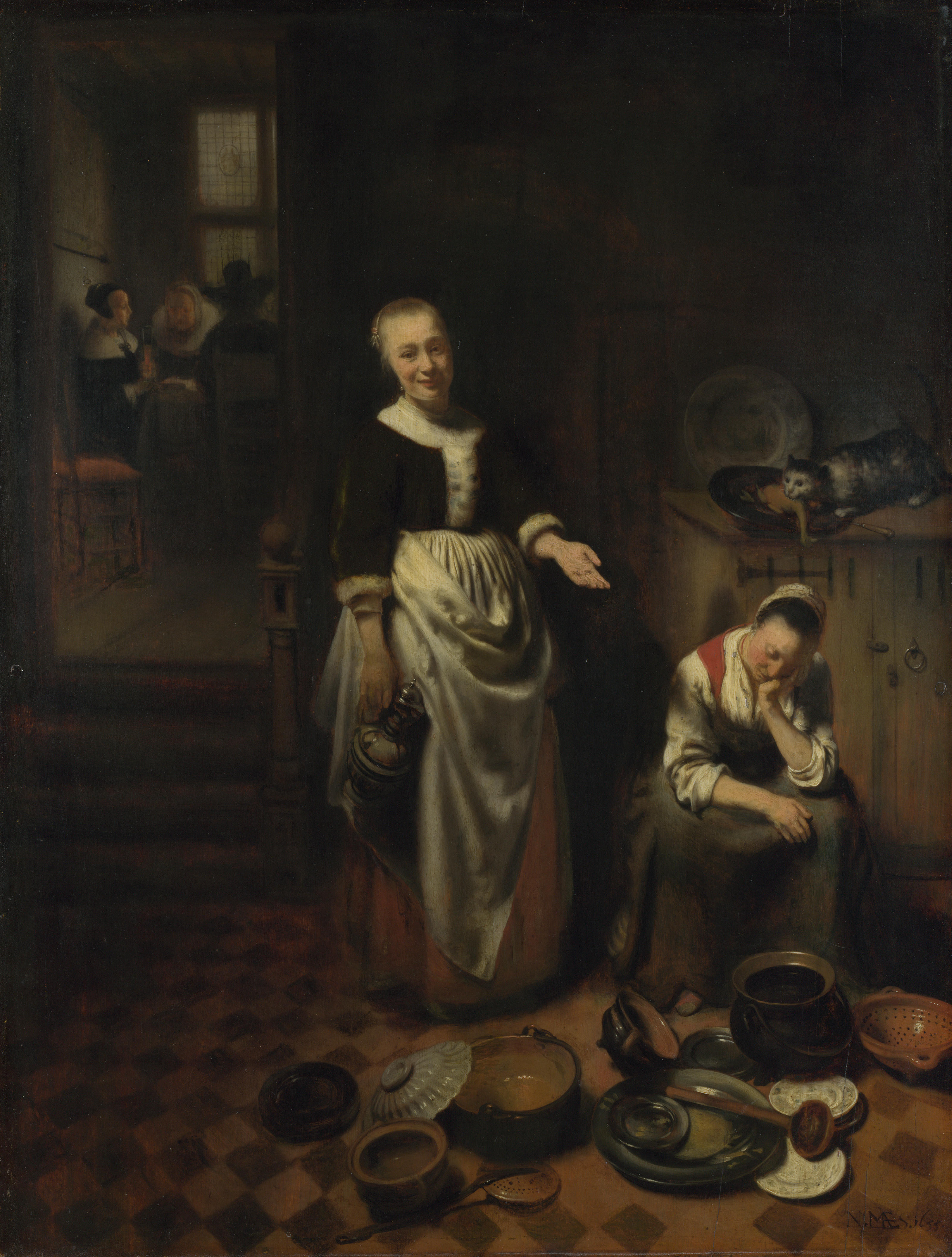
『怠惰な召使』, ニコラース・マース, 1665年, ナショナル・ギャラリー (ロンドン) マースは家政婦や召使をめぐるトラブルをモチーフにした絵画をいくつか描いている

## 風景画

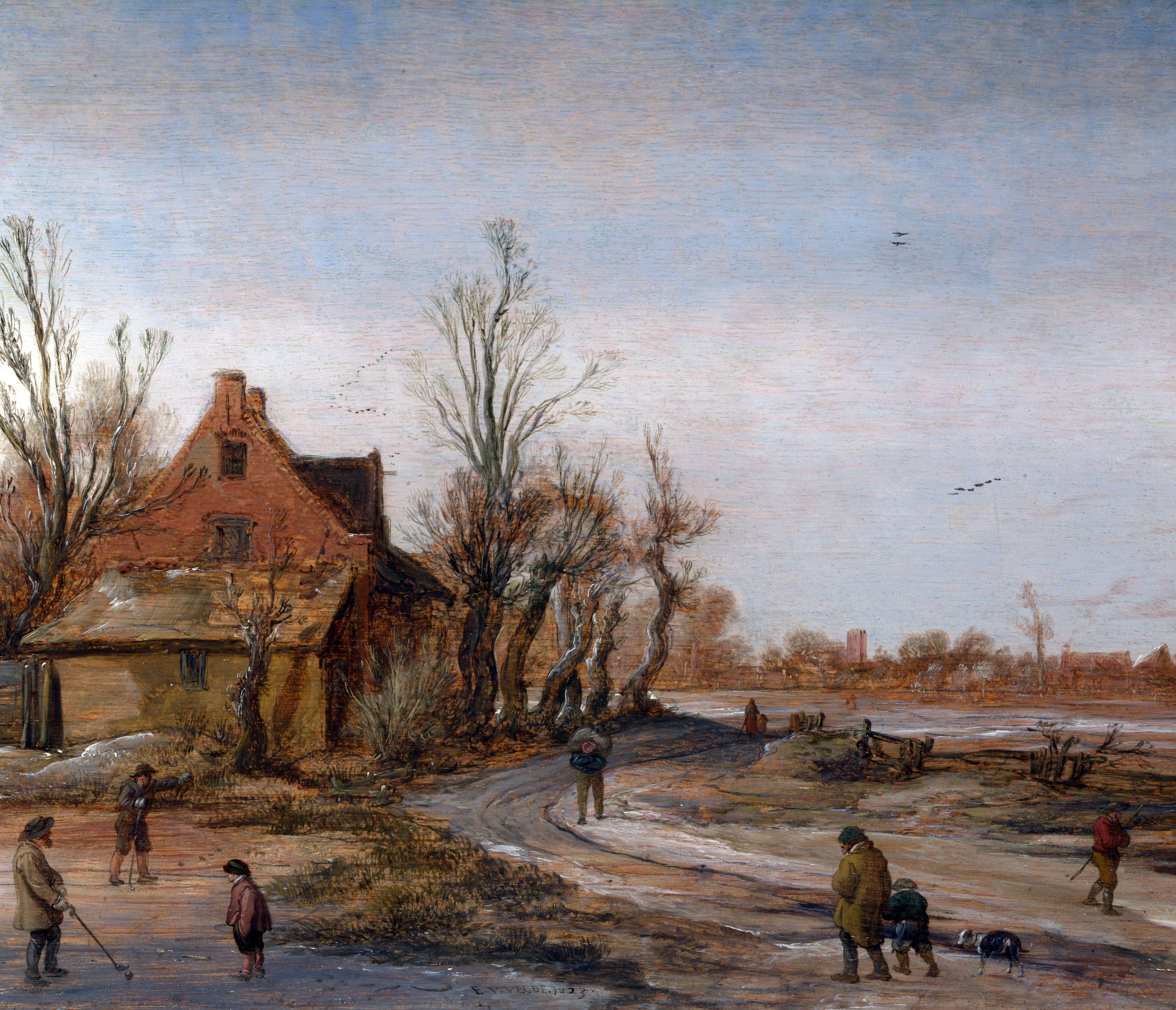
『冬の風景』, エサイアス・ファン・デ・フェルデ, 1623年

風景画は17世紀でも人気のある分野で、16世紀にフランドルで描かれた風景画が最初にその火付け役となった。実在の風景を描いた写実的絵画ではなく、多くが空想を交えて工房で描かれた絵画であり、初期フランドル派のヨアヒム・パティニール、ヘッリ・メット・デ・ブレスやピーテル・ブリューゲルがその伝統を受け継いだ画家たちである。オランダでは屋外で風景画を描くことによってより写実的なものとなった。フランドルの風景画によくみられる高い位置から俯瞰したような構図ではなく実際の視点からの構図であり、低い位置に描かれた地平線、広い上空に描かれた印象的な雲と降り注ぐ太陽光がオランダの風土を表す典型的な表現となっていった。好んで画題とされたのは西部の海岸、隣接する牧草地と家畜が描かれた河川などで、はるか遠景に影のように都市の町並みが描かれることも多かった。凍った運河や小川を描いた冬の風景や海も多く描かれている。
オランダ風景画が写実主義へと移行していく過渡期の重要な画家として、エサイアス・ファン・デ・フェルデ（1587年 - 1630年）、ヘンドリック・アーフェルカンプ（1585年 - 1634年）がおり、二人とも風俗画家としても重要な画家である。とくにアーフェルカンプの作品は風景画、風俗画どちらのカテゴリとしても問題ない作品が多い。1620年代後半から、対象物の輪郭を和らげ、ぼかし効果を多用して見事なまでに空を表現した風景画が描かれ始める（「色調のフェーズ」）。これらの風景画では人物は描かれないか、あるいは小さく遠景に描かれることが多く、対角線の構図で水辺を描いた風景画が主流となっていった。
著名な風景画家として、ヤン・ファン・ホーイェン（1595年 - 1656年）、サロモン・ファン・ロイスダール（1602年 - 1670年）、ピーテル・デ・モレイン（1595年 - 1661年）、シモン・デ・フリーヘル（1601年 - 1653年）などがいる。近年の研究ではアルベルト・カイプ（1620年 - 1691年）を含む75人以上の画家が、ホーイェンの作風に影響を受けて絵画を制作したといわれている 。

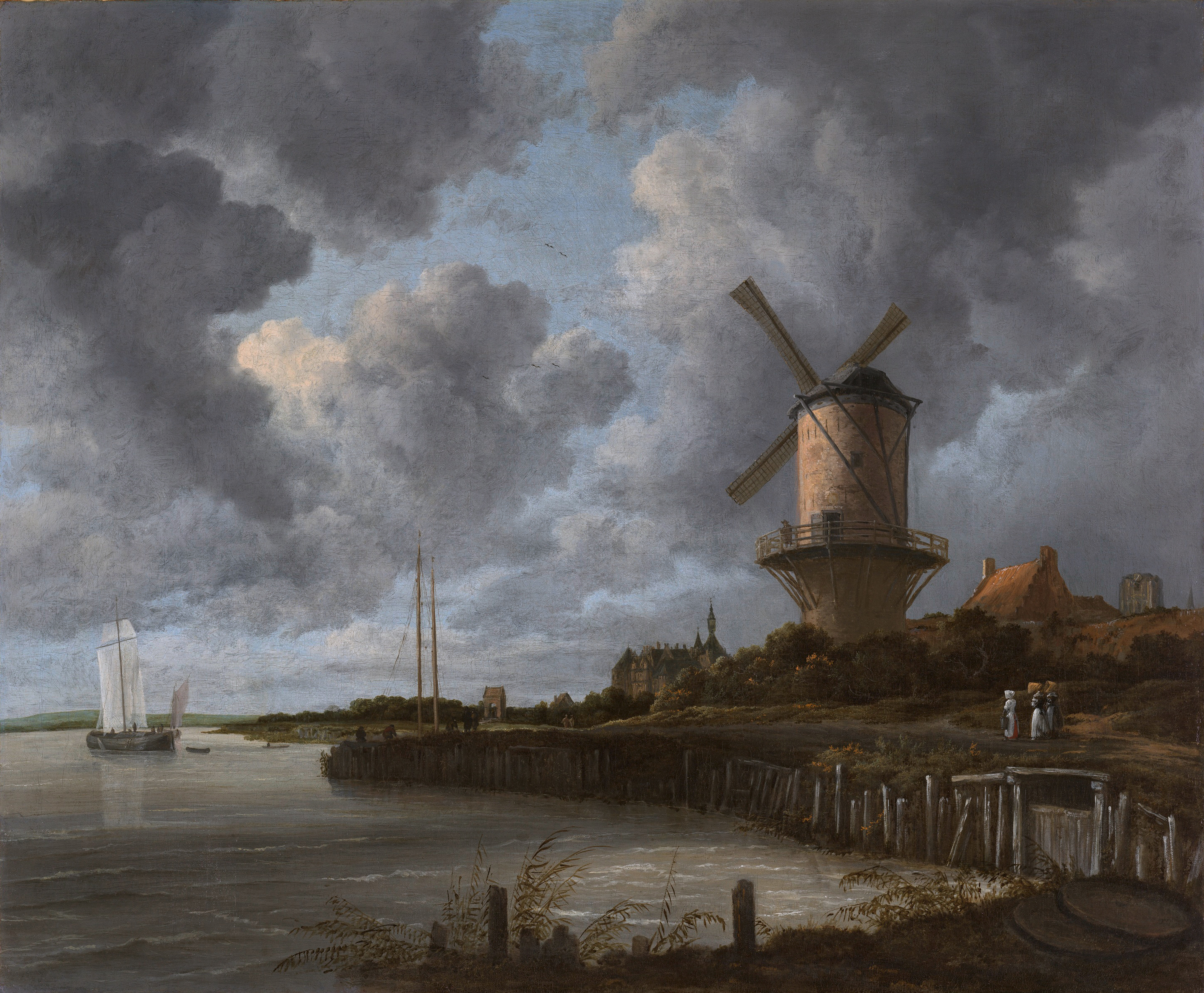
『ウェイク・ベイ・ドゥールステーデの風車』,ヤーコプ・ファン・ロイスダール, 1670年, アムステルダム国立美術館

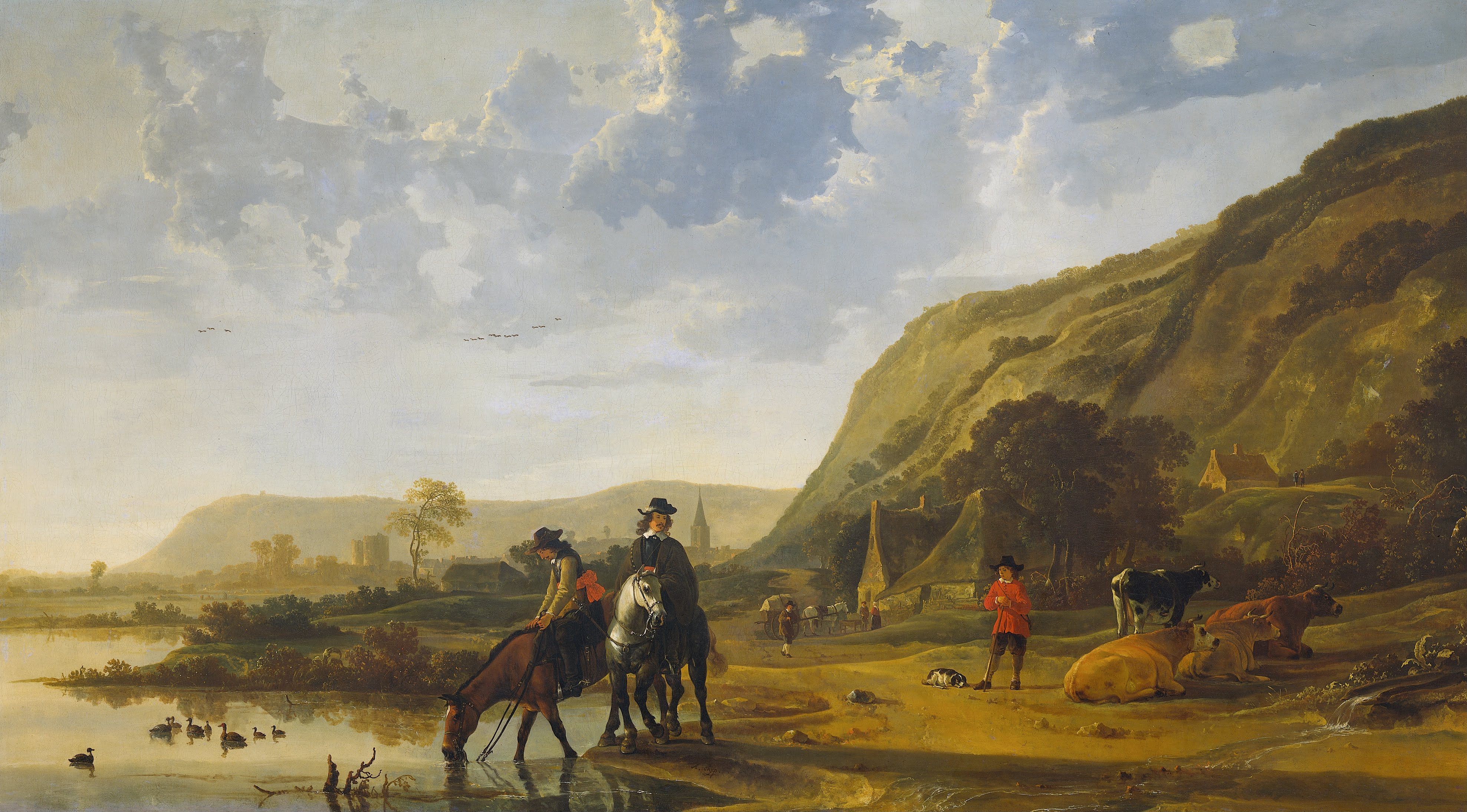
『馬に乗った人のいる川景色』, アルベルト・カイプ, 1655年頃, アムステルダム国立美術館, カイプはイタリアの「黄金の光」をオランダ絵画に再現した

1650年代からは「古典的フェーズ」が始まる。「色調のフェーズ」独特のぼやけた表現は残っているものの、より表現力に満ちた構図で、光と色彩の強いコントラストで描かれた風景画である。構図としては一本の「壮大な樹木」、風車、塔、そして海を描いた風景画であれば舟が主題となった作品がよく描かれた。この時期の重要な画家にヤーコプ・ファン・ロイスダール（1638年 - 1682年）がおり、さまざまな主題で数多くの作品を描いた。イタリア・ルネサンス風の作品ではなく、暗欝で急流や滝が描かれた山や森の大規模な「北欧風の」絵画を描いている。『ミッデルハルニスの並木道 (1689年)（ロンドン・ナショナル・ギャラリー）』で知られるメインデルト・ホッベマ（1638年 - 1709年）はファン・ロイスダールの弟子である。アルベルト・カイプとフィリップ・デ・コーニンク（1619年 - 1688年） (en:Philip de Koninck) も独自の作風の絵画を描いており、高さ1メートル以上の大きな作品で知られている。カイプはイタリアの技法である黄金色の光の表現を昼の情景に用い、前景にその光を浴びる人物を描き、後景には川と広大な自然を描きだした。
「色調のフェーズ」「古典的なフェーズ」のどちらにも属さない、イタリア風の風景画もオランダでは描かれているが、このスタイルの風景画家の全てがイタリアを訪れているわけではない。ヤン・ボト（？ - 1652年）(en:Jan Dirksz Both) はローマ在住経験があり、カイプらオランダ風景絵画に大きな影響を受けたフランス人画家クロード・ロランとともに修業している。イタリア風風景画を描き続けた画家にニコラース・ベルヘム（1620年 - 1683年）、アダム・ペイナッケル（1622年 - 1673年）(en:Adam Pijnacker) があげられる。ペイナッケルは版画となって流入したイタリアの風景画を模写した作品を、当時のどの画家よりも多く描いている。
当然ながら以上のようなカテゴリに属さない風景画を描いた画家も多く存在した。レンブラントの数少ない風景画には、16世紀の作風で渓谷が描かれた大きな風景画を描いたヘルクレス・セーヘルス（1589年頃 - 1638年頃）などさまざまなスタイルの影響がみられる。
動物が描かれた風景画を描いた画家として、パウルス・ポッテル（1625年 - 1654年）、アドリアーン・ファン・デ・フェルデ（1636年 - 1672年）、カレル・デュジャルディン（1626年 - 1678年）、フィリップス・ワウウェルマン（1619年 - 1668年）らがいる。牛はオランダでは富の象徴だったが絵画では描かれることは少なく、馬が描かれることがはるかに多く、羊はイタリア風の風景画であることを表すために描かれていた。

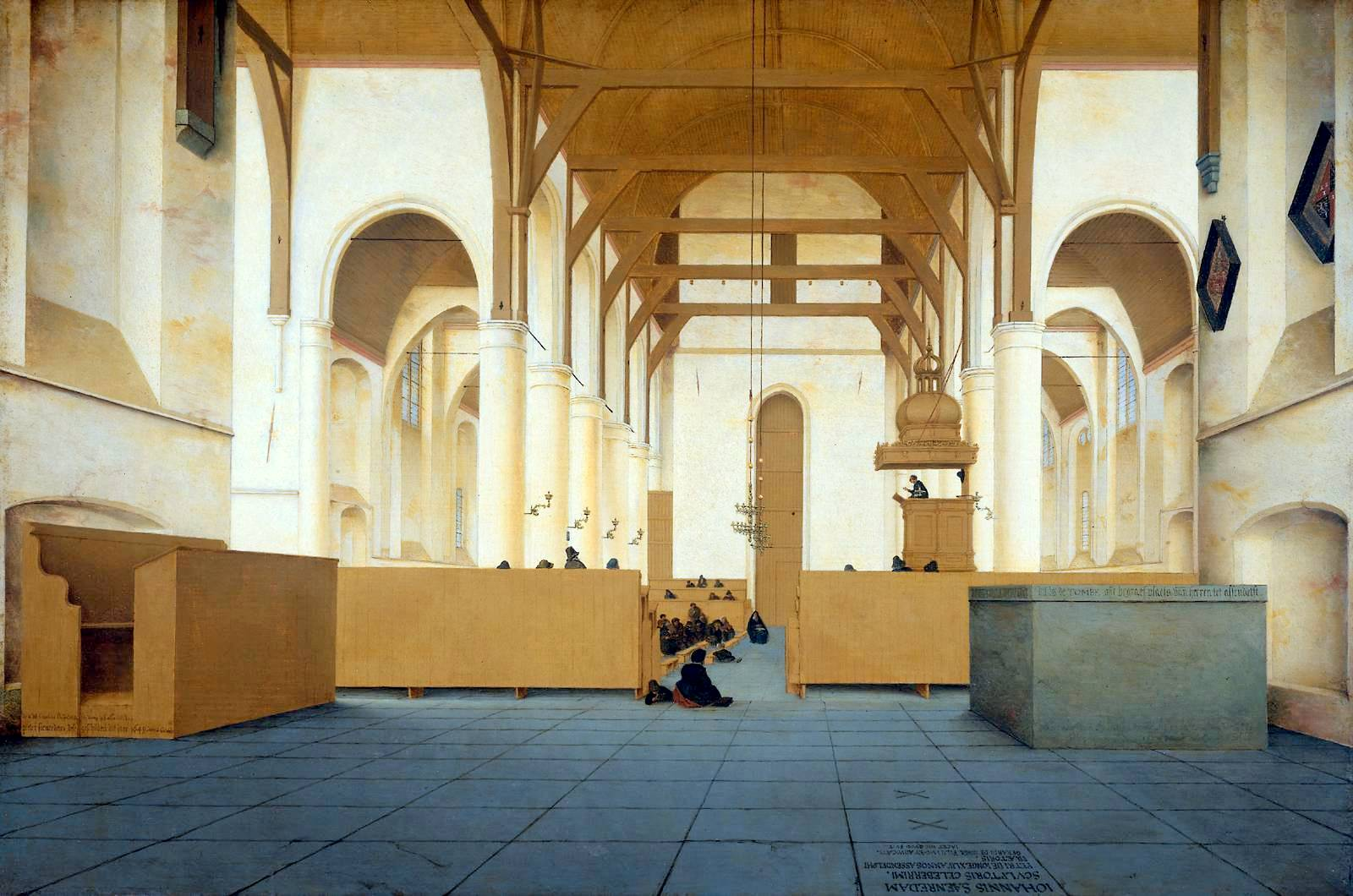
『アッセンデルフトの聖オドゥルフス教会の内部』, ピーテル・ヤンスゾーン・サーンレダム, 1649年, アムステルダム国立美術館

教会などの建築物を描いた風景画もオランダではよく描かれた。当初描かれていたのは想像上の宮殿や街並みで、架空の北方マニエリスム様式の建物だった。フランドルでこのスタイルの風景画が発展し、オランダでもディルク・ファン・デーレン（1605年頃 - 1671年頃）が作品を残している。自然の風景画同様に建築物を描いた風景画も徐々に写実的なものへと変わっていった。なかには遠近法を用いて教会内部のインテリアを描いたピーテル・ヤンスゾーン・サーンレダム（1597年 - 1665年）やエマヌエル・デ・ウィッテ（1617年 - 1692年）のような画家もいる。ウィッテやヘンドリック・ファン・フリート（1611年頃 - 1675年）らが作風を受け継いだヘラルト・ハウクヘースト（1600年 - 1661年）は、構図に対角線を用いることによって伝統的な絵画描写により劇的な効果を加えている。ヘリット・ベルクヘイデ（1638年 - 1698年）は、中規模都市の中央通り、広場、公共建築物などを専門的に描いた画家で、ヤン・ファン・デル・ヘイデン（1637年 - 1712年）は、アムステルダムの通りを木々や運河とともに落ち着いた静かな情景として描いた画家である。ヘイデンが描いた絵画は実際の風景を描いた作品だったが、より作品の完成度を上げるために手を加えることもあった。
ネーデルラント連邦共和国の繁栄はその多くを諸国との海洋貿易に負っており、都市には川や運河が交錯する水運都市でもあった。このような背景のもとで海洋画は非常に多く描かれるようになり、当時のオランダ人画家たちによって海洋画はさらなる発展を遂げる。河川や土地を描いた風景画と同様に、高い位置から見下ろしたような初期海洋画の視点から構図が下がっていったことが重要な分岐点となった。海洋画も風景画の一種と見ることができ、多くの風景画家が川を描いた風景画と同様に海を描いた海洋画を制作している。サロモン・ファン・ロイスダール、アルベルト・カイプ、ヤン・ポルセリス、シモン・デ・フリーヘル、アブラハム・シュトーク、ウィレム・ファン・デ・フェルデ (父)、ウィレム・ファン・デ・フェルデ (子)などが当時の著名な画家である。

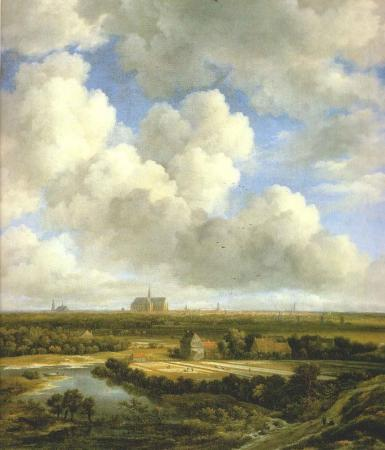
『ハールレムの風景』, ヤーコプ・ファン・ロイスダール, ロイスダール自身が中央に描かれており、他の風景画と比べると非常に多くのモチーフが同時に描かれている
『イタリアの風景』, ヤン・ボト, ボトはこの作風の絵画をローマから帰郷後に描き始めた
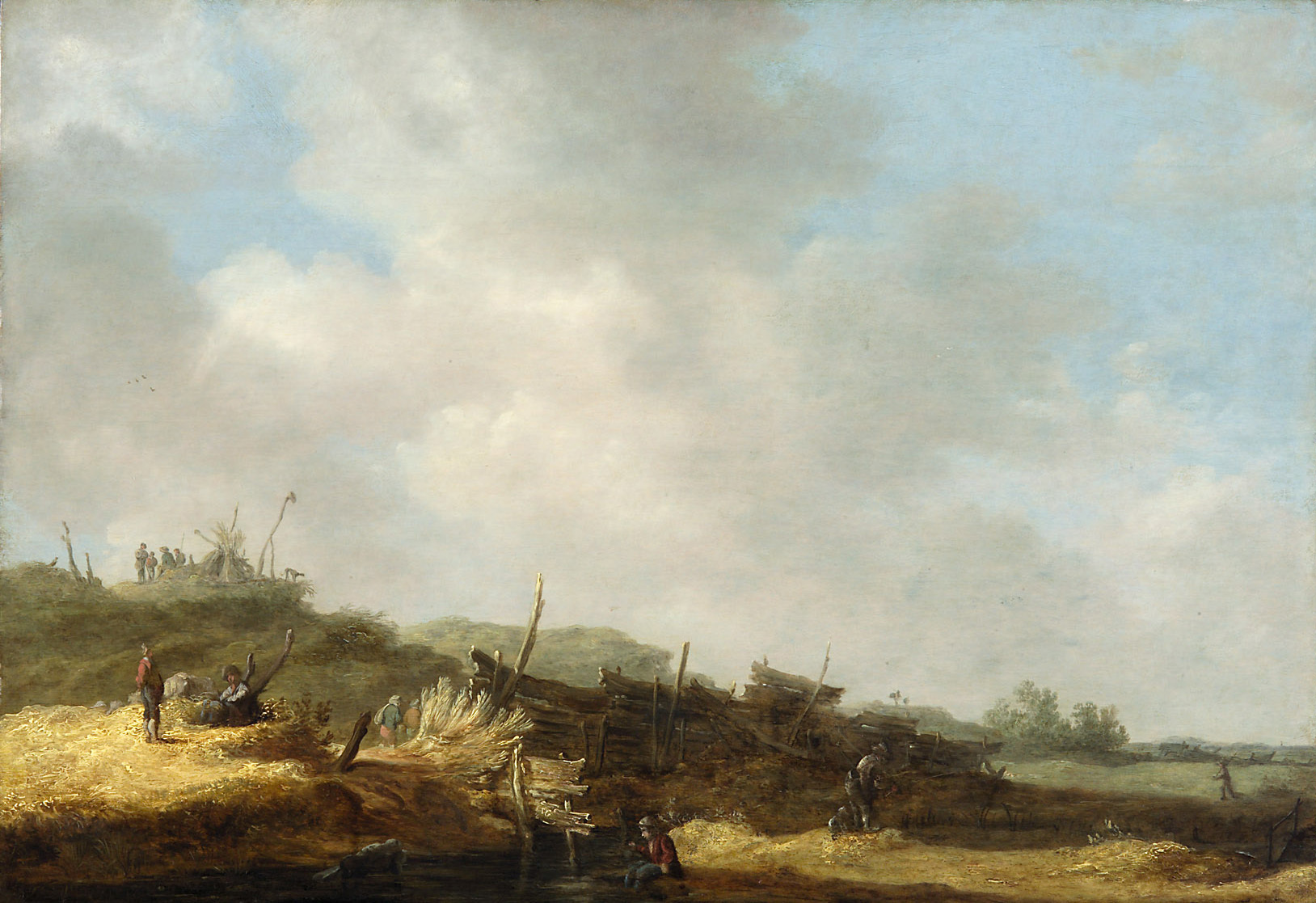
『砂丘の風景』, ヤン・ファン・ホーイェン, 「色調のフェーズ」の典型的作品
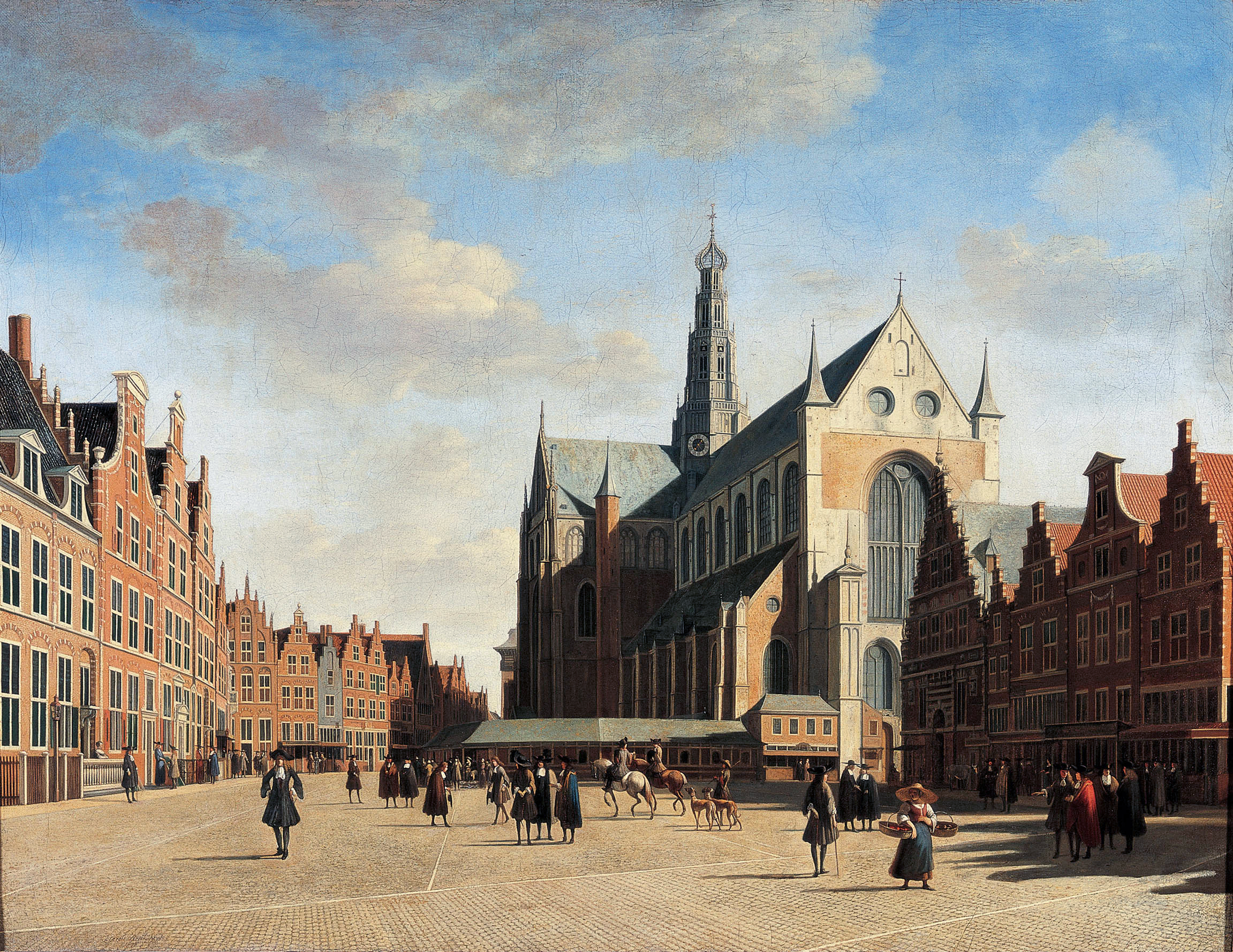
ハールレムのシント・バーフ聖堂を描いたヘリット・ベルクヘイデの絵画

## 静物画

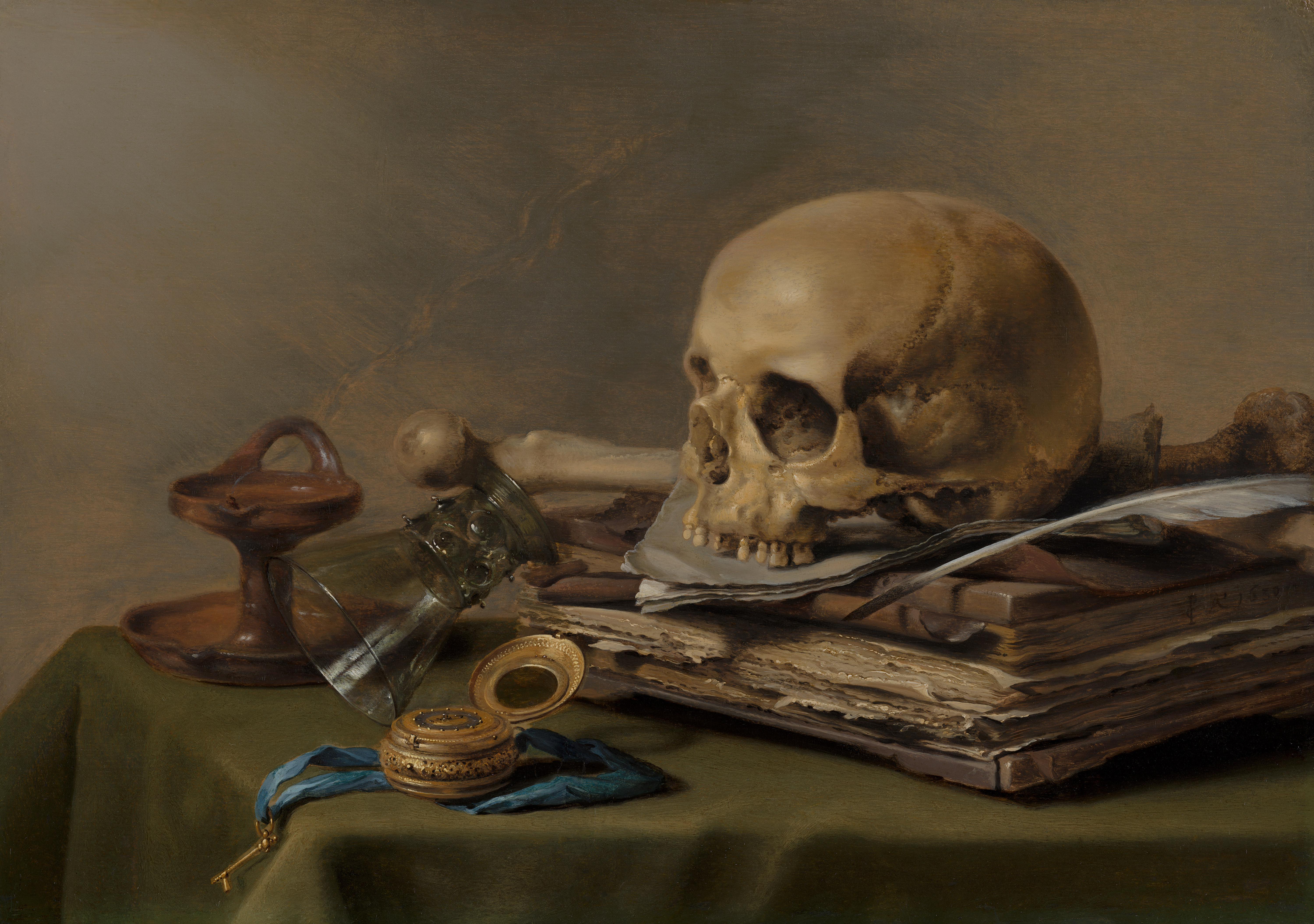
『ヴァニタスの静物』, ピーテル・クラースゾーン, 1630年

静物画は織物などの質感や写実的な光の効果を詳細に描きだす、画家にとっていわば自身の技量を存分に見せつけることができるジャンルだった。テーブルいっぱいのあらゆる食物、銀食器、テーブルクロスの複雑な織模様や微妙なしわ、飾られた花などは、画家たちにとって挑戦し甲斐のあるモチーフだった。
ほとんどすべての静物画には道徳的な寓意が込められている。人生の空しさ（ヴァニタス）を表現した作品が多く、頭蓋骨や半分剥かれたレモンなど、明白に虚無を表す対象物が描かれていなくとも静物画がヴァニタスを表していることは暗黙の了解として認識されていた。

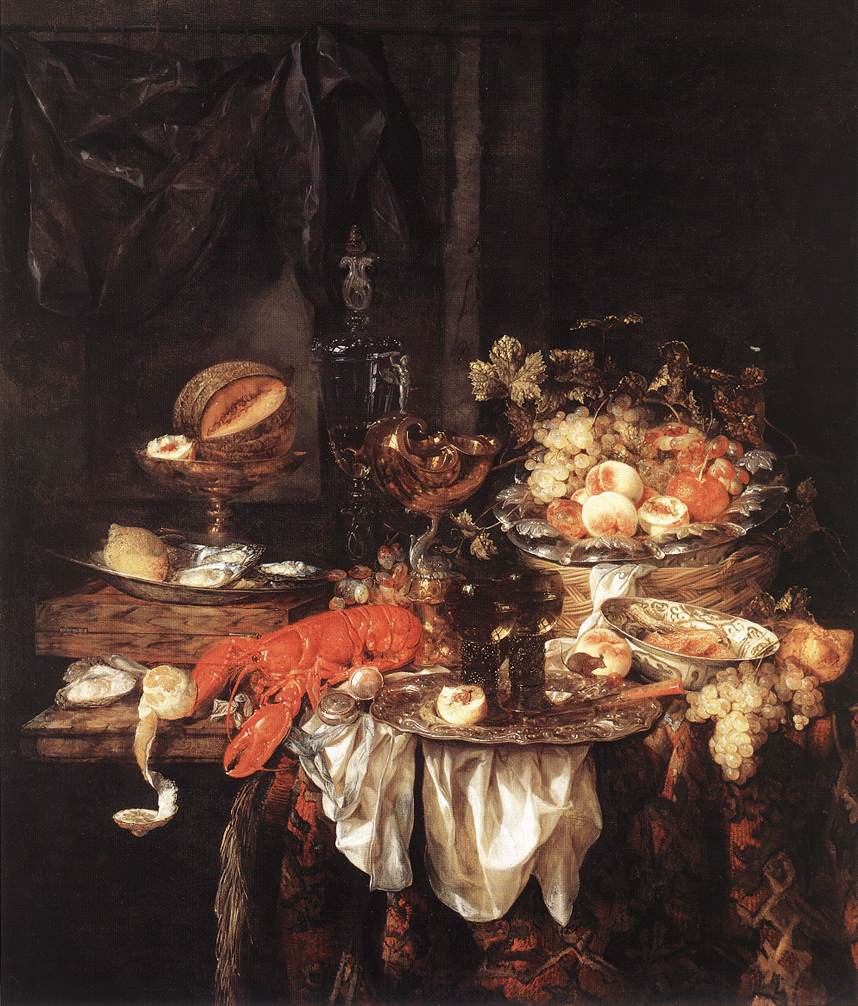
アブラハム・ファン・ベイエレン, 1667年, 「派手な」静物画で、ナイフの上にネズミが描かれている

初期の静物画に描かれたモチーフは平凡でありふれたものだったが、17世紀半ばから高価で異国風なモチーフが「派手に」描かれるようになっていき、それとともに静物画の人気も上がっていった。「色調のフェーズ」と「古典的フェーズ」に分岐した風景画と静物画はよく似ている。ウィレム・クラースゾーン・ヘーダ（1595年 - 1680年頃） (Willem Claesz Heda)、ウィレム・カルフ（1619年 - 1693年）(en:Willem Kalf) は静物画を「派手に」発展させた画家で、ピーテル・クラースゾーン（? - 1660年）(Pieter Claesz) の静物画は静謐でヴァニタスを好んで描いた画家だった。静物画家が使用する絵具は、とくに17世紀半ばには茶色が色彩のほとんどを占めており、かつぼんやりとした効果で描かれることが多かった。しかしながらヤン・ダーフィッツゾーン・デ・ヘーム（1606年 - 1684年）(Jan Davidsz. de Heem) は例外的に豊かな色彩の静物画を描いている画家の一人となっている。
花を中心に描く静物画も一つのジャンルをなし、マリア・ファン・オーステルウェイク（1630年 - 1693年）(en:Maria van Oosterwijk) やラッヘル・ライス（1664年 - 1750年）(en:Rachel Ruysch) のようにこのジャンルで活躍した女流画家もいる。静物画では花それ自体は非常に写実的に描かれてはいるが、咲く季節がそれぞれ異なる花々が同じ絵画に描かれることや、同じ花が複数の絵画に描かれることもごく普通のことだった。また、花瓶に多くの花束を飾ることは当時の一般家庭ではありえず、非常に富裕な家庭でさえもデルフト陶器のチューリップ用花挿し (en:Tulipiere) に一本ずつ花を飾るのが精いっぱいだった。
オランダ静物画は、フランドル生まれで17世紀初めにはオランダ北部で活動していたアンブロジウス・ボスハールト（1573年 - 1621年）と、その一族によって発展した。ボスハールトの義弟バルタザール・ファン・デル・アスト（1593年頃 - 1657年）(en:Balthasar van der Ast) は貝や花を静物画に描いた最初の画家のひとりだった。これら初期の静物画では花束は比較的シンプルに表現され、どちらかといえば明るい色調の作品だった。しかしながら17世紀半ば以降の静物画はウィレム・ファン・アールスト（1627年 - 1683年）(en:Willem van Aelst) の作品に見られるように、暗色の背景を持った典型的なバロック様式といえる構成になっていった。

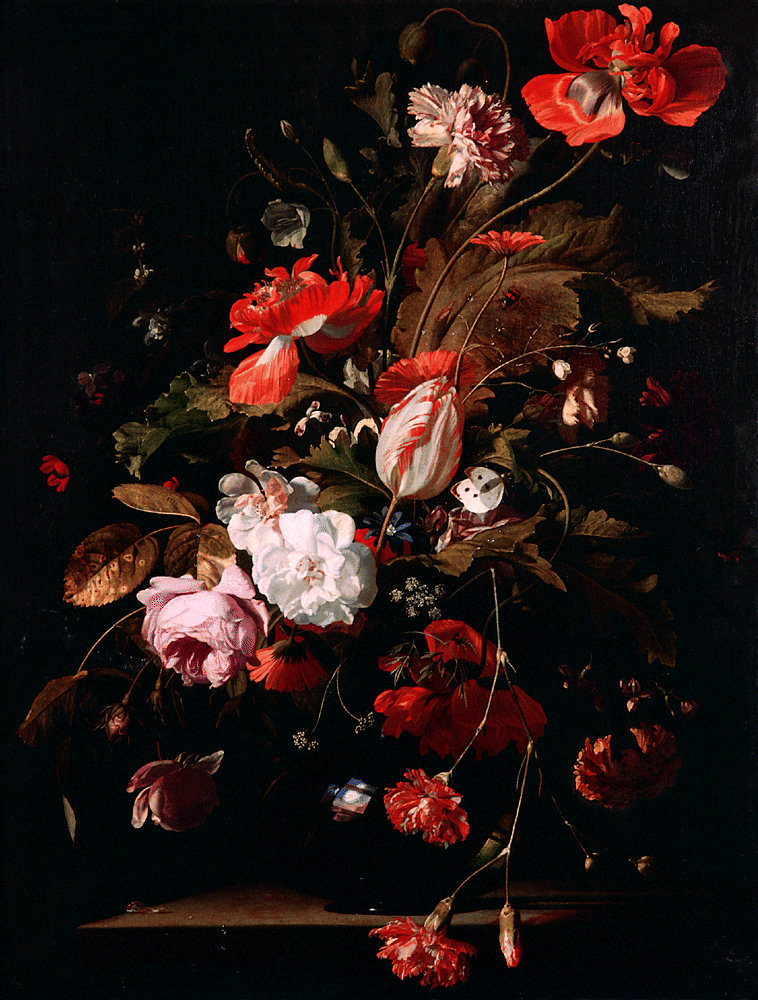
『時計と静物』, ウィレム・ファン・アールスト, 暗色の背景で描かれた静物画
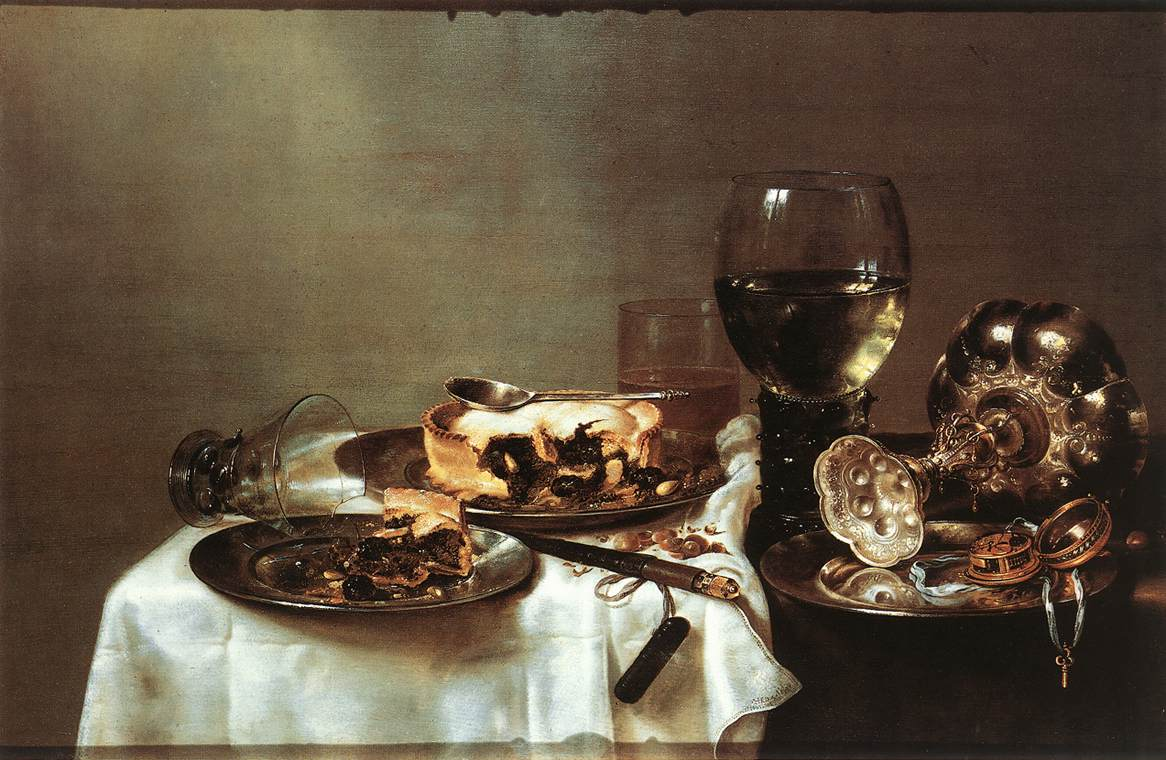
『ブラックベリーパイの朝食』 ウィレム・クラースゾーン・ヘーダ 1631 板、油彩 54 x 82 cm ドレスデン美術館
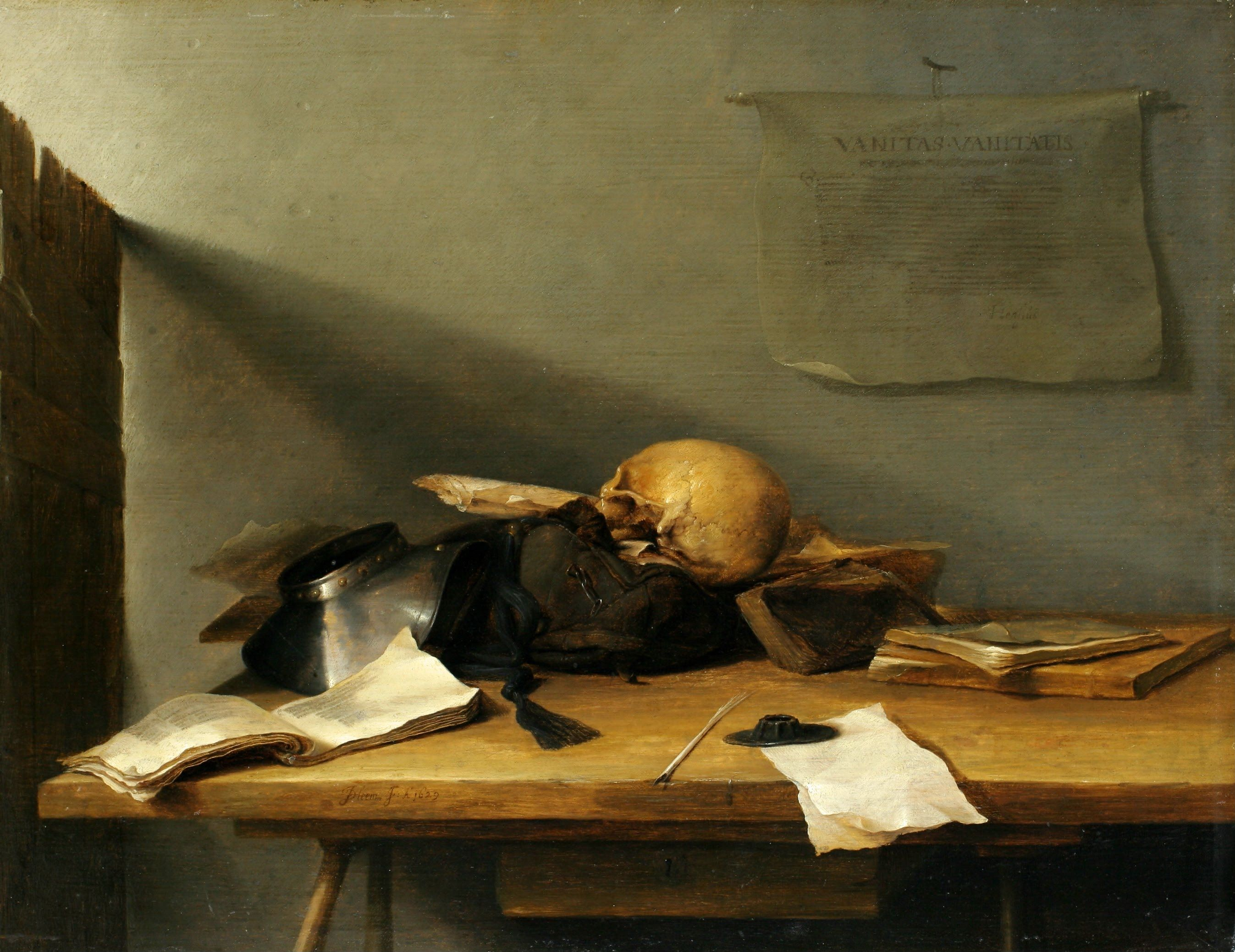
『ヴァニタス』, ヤン・ダーフィッツゾーン・デ・ヘーム
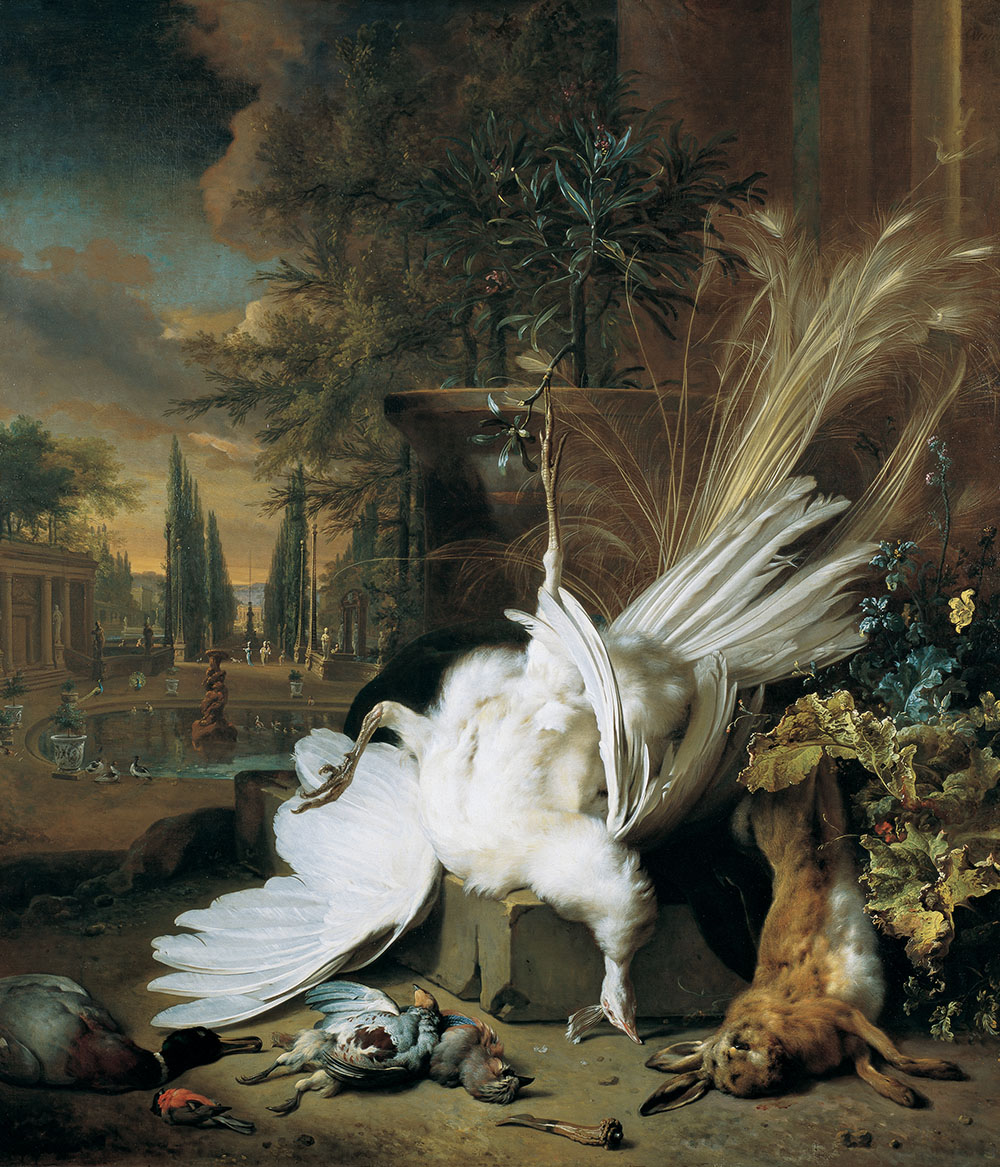
『死んだ孔雀の静物画』, ヤン・ウェーニクス

- 『ブラックベリーパイの朝食』
ウィレム・クラースゾーン・ヘーダ[注釈 6]
1631
板、油彩
54 x 82 cm
ドレスデン美術館
- 『ヴァニタス』, ヤン・ダーフィッツゾーン・デ・ヘーム
- 『死んだ孔雀の静物画』, ヤン・ウェーニクス

## 次世代の評価

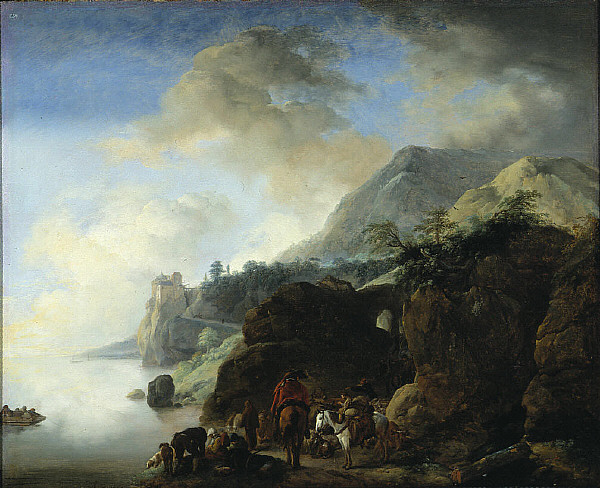
『渡し船を待つ旅人』, フィリップス・ウーウェルマン, 1649年, 白馬はウーウェルマンがハイライトとしてよく描いたモチーフだった

17世紀オランダ絵画の大きな成功は次世代以降の絵画を圧倒するものだった。18世紀、19世紀のオランダ人画家で世界的な評価を受けている者はいない。17世紀終わりの時点ですら、画商は生きている画家よりも既に死去した画家の作品に興味を示すといわれるほどであった。
オランダ黄金時代の絵画は「巨匠・偉大な画家 (オールド・マスター)」の作品の大部分を占めているが、これは単に17世紀のオランダで大量の絵画が制作されたことによるものではない。「オールド・マスター」という言葉自体が、オランダ黄金時代の芸術家を意味する用語として18世紀につくられたものである。もとはオランダ王室コレクションが所有していたフィリップス・ウーウェルマンの作品だけでも、現在ドレスデンのアルテ・マイスター絵画館に60枚以上、エルミタージュ美術館に50枚以上が所蔵されている。しかし黄金時代のオランダ絵画の評価は時代によって様々で、とくにロマン派以降のレンブラントに対する賛美で顕著だった。一方財産価値と市場価格が大きく下がった画家もいる。黄金世紀終盤でもライデンの優れた画家たちへの評価は高かったが、19世紀半ば以降のさまざまなジャンルで描かれた写実主義の絵画はより賞賛され、高値で取引されることとなった。フェルメールは描いた絵画が19世紀になってから他の画家の作品であるという間違った特定をされ、絵画の歴史からその名前がほとんど抹消されるところだった。しかしながら、他の画家の作品だったと誤解されていたフェルメールの多くの絵画がすでに主要なコレクションに所蔵されていたという事実は、画家の名前に関係なく個々の絵画それ自体が優れていたということを意味している。フェルメールの他にも多くの無名画家の中から後世に有名画家の仲間入りをした画家として、アドリアーン・コールテ（1665年頃 - 1707年）、フランス・ポスト（1612年 - 1680年）らがあげられる。

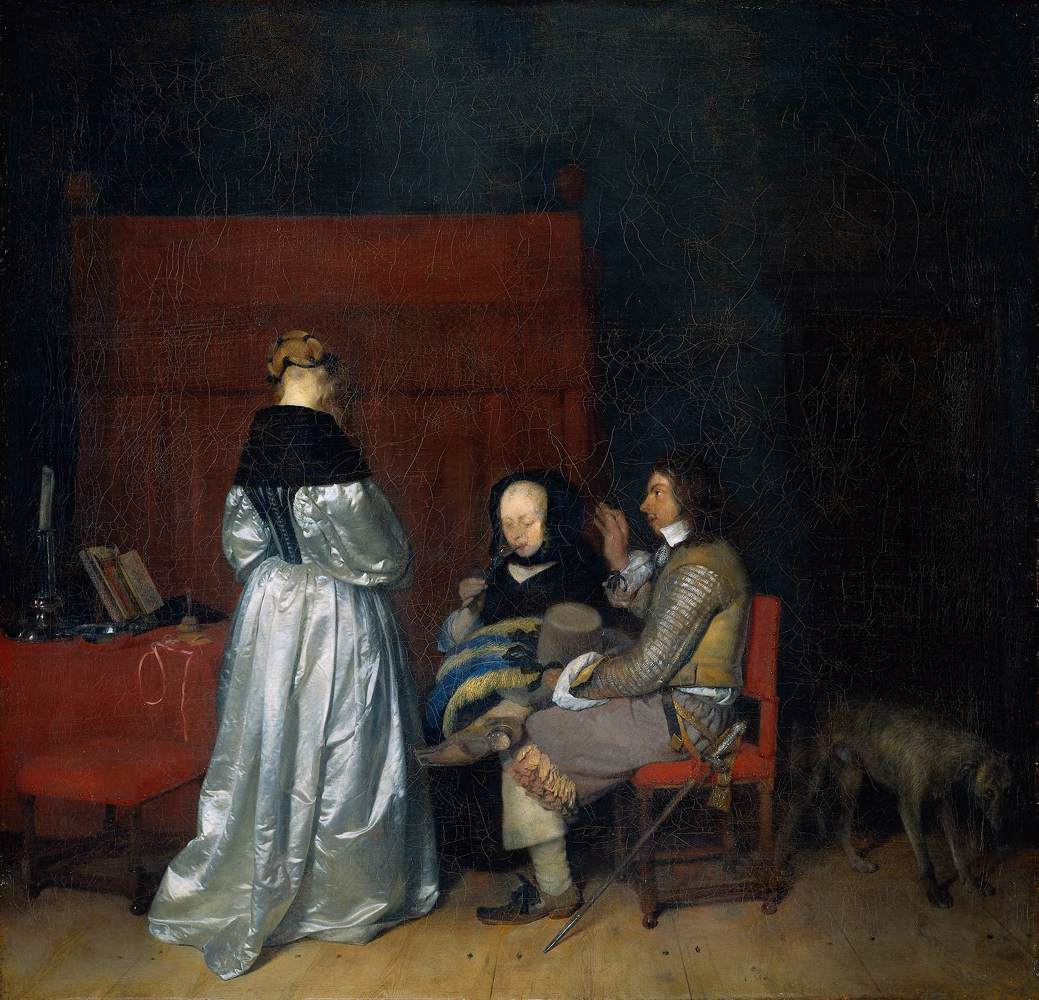
『意味ありげな会話』、別名『父の訓戒』, ヘラルト・テル・ボルフ, 1654年頃, アムステルダム国立美術館

風俗画は変わらず人気を保っていたが、ジャンルとしての風俗画は依然として低い位置におかれていた。18世紀のイギリス人画家ジョシュア・レノルズは、オランダ絵画について意義深いコメントを残している。レノルズはフェルメールの絵画『牛乳を注ぐ女』やハルスの生き生きとした肖像画などの質の高さに強い感銘を受け、自身の作品に正確に作品を仕上げるだけの忍耐が無かったことを自省している。そしてヤン・ステーンがイタリア生まれで盛期ルネサンスの洗礼を浴びていれば、ステーンの才能はより開花しただろうと残念がっている。レノルズが活動していた時代には、風俗画が内包していた道徳的側面は、黄金時代に道徳的寓意に満ちた風俗画が描かれていたオランダですら理解されないものとなっていた。ヘラルト・テル・ボルフの作品に『意味ありげな会話』、別名『父の訓戒 (Conversación galante)』と呼ばれる絵画がある。この作品は、父親が娘を叱責しているところを繊細な表現で描いた絵画であるとして、ドイツの文豪ゲーテら多くの著名人に賞賛されていた。しかし現在の多くの美術史家はこの絵画は売春宿で客の男が娼婦を誘っているところを描いた作品であるとしている。この作品にはベルリンとアムステルダムに二枚のヴァージョンがあり、客の男が持っている「告げ口コイン (tell-tale coin)」は、片方のヴァージョンにしか描かれていない。片方の作品のみに描き足されたのか、あるいは両方の作品にもともと描かれていたのが片方の作品から除去されたのかははっきりしていない。
18世紀後半にイングランドでは、オランダ絵画の現実的写実主義は「ホイッグ党風」と呼ばれていた。フランスでは啓蒙時代の合理主義哲学と結びついて、政治改革への願望の象徴となった。19世紀になるとオランダ写実主義は世界的な評価を得た。「ジャンルのヒエラルキー」の順位付けは衰退し、当時の各国の画家たちはオランダの風俗画から、写実主義と絵画に物語を与えるためのモチーフの両方を自分たちの作品に取り入れ始めた。オランダ絵画と同じような主題の絵画を描き、静物画以外では黄金時代のオランダ絵画が大きなキャンバスに描かれるあらゆる絵画ジャンルの先駆者ともいえる存在になっていった。
18世紀では風景画はイタリア風絵画がもっとも影響力があり、高く評価されていた。しかしイタリア風風景画は人工的で不自然であるとするロマン派の一員だった19世紀イギリス人画家ジョン・コンスタブルのように、抑制された色調の古典的な作風の画家を好む芸術家もいた。19世紀の風景画においてはオランダ写実主義絵画とイタリア風絵画はどちらも影響力があり、大衆からの人気があったのは間違いない。